# Francisco Morazán
José Francisco Morazán Quezada (Tegucigalpa, Honduras, 3 de octubre de 1792-San José, Costa Rica, 15 de septiembre de 1842) fue un militar y político hondureño que gobernó a la República Federal Centroamericana durante el turbulento período de 1830 a 1839.
Saltó a la fama luego de su victoria en la batalla de La Trinidad, el 11 de noviembre de 1827. Desde entonces, y hasta su derrota en Guatemala en 1840, Morazán dominó la escena política y militar de Centroamérica.
En el ámbito político, Francisco Morazán fue reconocido por los miembros de su partido como un gran pensador y visionario. De acuerdo a escritores liberales como Federico Hernández de León, Lorenzo Montúfar y Ramón Rosa Morazán intentó transformar a Centroamérica en una nación grande y progresista; mientras que escritores conservadores como Manuel Coronado Aguilar lo acusan de intentar imponerse por la fuerza por motivos personales; finalmente, escritores socialistas como Severo Martínez Peláez sugieren que, los liberales dirigidos por Morazán eran los criollos hacendados que habían sido explotados por los criollos guatemaltecos y el clero regular durante la colonia y, con Morazán a la cabeza, pretendían tomar el poder de la región para sí. La gestión de Morazán como mandatario de la República Federal promulgó las reformas liberales, las cuales estaban dirigidas a quitar el poder a los principales miembros del partido conservador: los criollos que residían en la Nueva Guatemala de la Asunción y las órdenes regulares de la Iglesia católica. Las reformas incluyeron: la educación, libertad de prensa y de religión entre otras.Además limitó el poder del clero secular de la Iglesia católica con la abolición del diezmo de parte del gobierno y la separación del Estado y la Iglesia.
Con estas reformas Morazán se ganó enemigos poderosos, y su período de gobierno estuvo marcado por amargas luchas internas entre liberales y conservadores.Sin embargo, a través de su capacidad militar, Morazán se mantuvo firme en el poder hasta 1837, cuando la república federal se fracturó irrevocablemente. Esto fue explotado por las órdenes regulares de la Iglesia y los líderes conservadores guatemaltecos, que se unieron bajo el liderazgo del general guatemalteco Rafael Carrera, y, con el fin de no permitir que los criollos liberales les arrebataran sus privilegios, terminaron por dividir a Centroamérica en cinco Estados.

## Biografía

### Primeros años y su educación
José Francisco Morazán Quesada nació el 3 de octubre de 1792 en Tegucigalpa, entonces partido de la Intendencia de Comayagua, Capitanía General de Guatemala, durante los últimos años del dominio español. Sus padres fueron José Eusebio Morazán Alemán y Guadalupe Quesada Borjas, ambos miembros de una familia criolla de clase alta dedicada al comercio y la agricultura.Sus abuelos fueron: Juan Bautista Morazán, emigrante corso,y María Gertrudis Alemán. Trece días después de su nacimiento, Morazán fue bautizado en la iglesia de San Miguel Arcángel, por el padre Juan Francisco Márquez.
|  |                                          |  |  |  |  |  |  |  |  |  |  |  |  |  |  |  |
|  | 4. Juan Bautista Morazzani (italiano)    |  |  |  |  |  |  |  |  |  |  |  |  |  |  |  |
|  |                                          |  |  |  |  |  |  |  |  |  |  |  |  |  |  |  |
|  |                                          |  |  |  |  |  |  |  |  |  |  |  |  |  |  |  |
|  | 2. José Eusebio Morazán Alemán (1761-¿?) |  |  |  |  |  |  |  |  |  |  |  |  |  |  |  |
|  |                                          |  |  |  |  |  |  |  |  |  |  |  |  |  |  |  |
|  |                                          |  |  |  |  |  |  |  |  |  |  |  |  |  |  |  |
|  | 10. Francisco Antonio Alemán             |  |  |  |  |  |  |  |  |  |  |  |  |  |  |  |
|  |                                          |  |  |  |  |  |  |  |  |  |  |  |  |  |  |  |
|  |                                          |  |  |  |  |  |  |  |  |  |  |  |  |  |  |  |
|  | 5. María Gertrudis Alemán                |  |  |  |  |  |  |  |  |  |  |  |  |  |  |  |
|  |                                          |  |  |  |  |  |  |  |  |  |  |  |  |  |  |  |
|  |                                          |  |  |  |  |  |  |  |  |  |  |  |  |  |  |  |
|  | 11. Águeda Alemán                        |  |  |  |  |  |  |  |  |  |  |  |  |  |  |  |
|  |                                          |  |  |  |  |  |  |  |  |  |  |  |  |  |  |  |
|  |                                          |  |  |  |  |  |  |  |  |  |  |  |  |  |  |  |
|  | 1. José Francisco Morazán Quesada        |  |  |  |  |  |  |  |  |  |  |  |  |  |  |  |
|  |                                          |  |  |  |  |  |  |  |  |  |  |  |  |  |  |  |
|  |                                          |  |  |  |  |  |  |  |  |  |  |  |  |  |  |  |
|  | 6. Juan Bautista de Quesada              |  |  |  |  |  |  |  |  |  |  |  |  |  |  |  |
|  |                                          |  |  |  |  |  |  |  |  |  |  |  |  |  |  |  |
|  |                                          |  |  |  |  |  |  |  |  |  |  |  |  |  |  |  |
|  | 3. Guadalupe Quesada Borjas              |  |  |  |  |  |  |  |  |  |  |  |  |  |  |  |
|  |                                          |  |  |  |  |  |  |  |  |  |  |  |  |  |  |  |
|  |                                          |  |  |  |  |  |  |  |  |  |  |  |  |  |  |  |
|  | 7. María Borjas Alvarenga                |  |  |  |  |  |  |  |  |  |  |  |  |  |  |  |
|  |                                          |  |  |  |  |  |  |  |  |  |  |  |  |  |  |  |
|  |                                          |  |  |  |  |  |  |  |  |  |  |  |  |  |  |  |

Francisco Morazán fue en su mayor parte un hombre autodidacta.En 1804, sus padres aprovecharon la apertura de una escuela católica en el pueblo de San Francisco donde enviaron al joven José Francisco, aunque se desconoce el lapso de tiempo que permaneció en tal lugar. Según el historiador e intelectual liberal hondureño Ramón Rosa, Morazán «tuvo la desgracia de nacer [...] en esa época triste de aislamiento y la oscuridad total en que Honduras carecía de escuelas. [...] Morazán pues, tuvo que aprender sus primeras letras, lectura, escritura, las reglas elementales de la Aritmética en escuelas privadas de pésima organización y sostenidas con una especie de contribución que aprestaban los padres de familia». Las enseñanzas que recibió fueron a través del fray Santiago Gabrielino, nombrado instructor religioso a la de Guatemala el sacerdote José Antonio Murga.
En 1808, José Francisco se trasladó junto a su familia a Morocelí, El Paraíso (El Paraíso) .Allí trabajó en los terrenos heredados por don Eusebio Morazán. Además, tuvo la oportunidad de laborar como empleado de la alcaldía. En 1813 la familia se mudó a Tegucigalpa. Una vez allí, el Sr. Eusebio puso a su hijo bajo la tutoría de León Vásquez, quien le enseñó derecho civil, proceso penal y notariado. Al mismo tiempo, tuvo la oportunidad de aprender a leer francés en la biblioteca de su tío político, Dionisio de Herrera, lo cual le permitió familiarizarse con las obras de Montesquieu, el contrato social de Jean-Jacques Rousseau, la Revolución francesa, la historia de Europa, así como las biografías de los líderes griegos y romanos. Esta dedicación y espíritu de superación, llevó de vez en cuando a José Francisco a destacar en su ciudad natal, donde llegó a representar los intereses de algunas personas ante el tribunal colonial.
El 7 de agosto de 1820, Narciso Mallol, tendría como secretario del ayuntamiento mayor de Tegucigalpa, al licenciado Dionisio de Herrera y un año más tarde contaría con los servicios del joven Francisco Morazán quien fungiera como secretario del ayuntamiento y luego de defensor de oficio en procesos civiles y criminales.

### Matrimonio y familia
Francisco Morazán se casó con María Francisca Úrsula Josefa Lastiri Lozano en la catedral de Comayagua el 30 de diciembre de 1825. De este matrimonio nació en San Salvador, Adela Morazán Lastiri en 1838: la única hija de Morazán. María Josefa pertenecía a una de las familias más ricas de la provincia de Honduras. Su padre fue el comerciante español Juan Miguel Lastiri, quien jugó un papel importante en el desarrollo comercial de Tegucigalpa. Su madre fue Margarita Lozano, miembro de una poderosa familia criolla en la ciudad. María Josefa era una viuda quien se había casado primeramente con el terrateniente Esteban Travieso, con quien procreó cuatro hijos. A su muerte, Lastiri heredó una fortuna. La herencia de María Josefa y el nuevo círculo de amigos poderosos e influyentes, que salieron de este matrimonio, ayudaron en levantar en gran medida los negocios del propio Morazán, y por consiguiente sus proyectos políticos.
Fuera de su matrimonio, Francisco Morazán fue padre de un hijo, Francisco Morazán Moncada, quien nació el 4 de octubre de 1827 de la relación del general con Francisca de Moncada, hija de un conocido político nicaragüense llamado Liberato Moncada. Francisco Morazán hijo vivió en la casa del matrimonio Morazán-Lastiri, y acompañó a su padre en Guatemala, El Salvador, Panamá, Perú y finalmente en Costa Rica. Después de la muerte de su padre, Francisco Morazán Moncada se radicó en Chinandega, Nicaragua, donde se dedicó a la agricultura. Murió en 1904, a los 77 años de edad. El general Morazán también tuvo un hijo adoptivo llamado José Antonio Ruiz. Él era el hijo legítimo de Eusebio Ruiz y la dama guatemalteca Rita Zelayandía, quien entregó a su hijo al general Morazán, cuando el muchacho tenía solamente catorce años de edad. José Antonio acompañó a su padre adoptivo en las varias acciones militares y se convirtió en un general de brigada. Murió en Tegucigalpa en 1883.

### Inicios de su carrera política y militar
La Capitanía General de Guatemala se independizó de España en 1821.Fue en ese entonces cuando Francisco Morazán comenzó a tomar parte activa en la política. Trabajó en el ayuntamiento de Tegucigalpa, donde se desempeñaba como secretario del alcalde Narciso Mallol y como defensor de oficio en casos judiciales en materia civil y criminal, entre otras cosas. Esto le permitió a Morazán llegar a adquirir un gran conocimiento de la estructura y funcionamiento de la administración pública de la provincia. Así también le permitió entrar en contacto cercano con los problemas de la sociedad colonial.
El 28 de noviembre de 1821 llegó a Guatemala una nota del general Agustín de Iturbide sugiriendo que el reino de Guatemala, y el virreinato de México, formaran un gran imperio bajo el Plan de Iguala y los Tratados de Córdoba.La Junta Provisional Consultiva declaró que esta no era una orden inmediata para tomar tal determinación, sino una opción; por lo que era necesario explorar la voluntad y escuchar la opinión del pueblo de Centroamérica. Con esta idea, se celebraron cabildos abiertos en diferentes partes del reino, ya que la nueva forma de gobierno debía ser decidida por el congreso que se reuniría en 1822.
La cuestión de la anexión a México provocó divisiones al interior de cada una de las provincias dado que unas ciudades estaban a favor de esta y otras en contra. En Honduras, por ejemplo, Comayagua ―a través de su gobernador José Tinoco de Contreras― se pronunció a favor de la anexión; pero Tegucigalpa, la segunda ciudad más importante de la provincia se opuso a la idea de la misma.Esto provocó que Tinoco tomara acciones represivas contra las autoridades de esa ciudad. Ante esta situación se organizó en Tegucigalpa un ejército de voluntarios, con el fin de contrarrestar la agresividad de Tinoco y defender su independencia. Fue durante estos acontecimientos que Francisco Morazán se enlistó como voluntario, al servicio de las autoridades de Tegucigalpa. Fue designado como capitán de una de las compañías, por decisión de los jefes oficiales que organizaron las milicias. Así comenzó la vida militar de Morazán y su lucha contra los intereses conservadores.

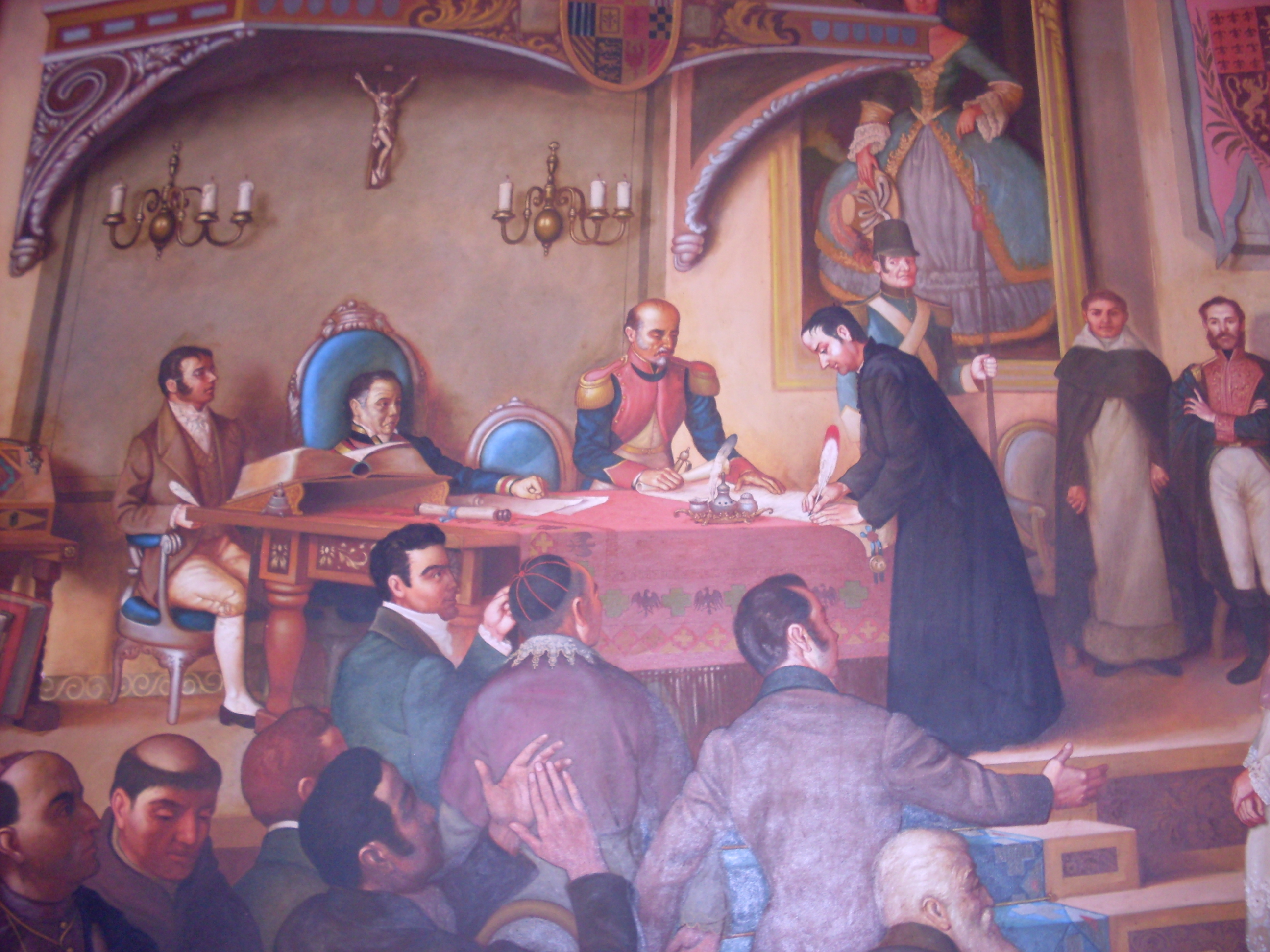
José Matías Delgado al momento de firmar el acta de independencia centroamericana, en una representación de la reunión del 15 de septiembre de 1821 del pintor chileno Luis Vergara Ahumada.

Tegucigalpa, sin embargo, no pudo mantener su oposición, y se vio obligada a reconocer su anexión a México el 22 de agosto de 1822. La anexión al Imperio mexicano de Agustín de Iturbide duró poco, porque este abdicó el 19 de marzo de 1823, y el 1 de julio de ese mismo año, Centroamérica proclamó su independencia definitiva, y se convirtió en las Provincias Unidas del Centro de América.Posteriormente, el 25 de septiembre de 1824, Francisco Morazán fue nombrado secretario general del gobierno de su tío político y primer jefe de Estado de Honduras, Dionisio Herrera, y firmó la primera constitución de ese país. Luego, el 6 de abril de 1826, fue nombrado presidente del Consejo Representativo.

## Antecedentes de la República Federal

Escudo de la República Federal de Centroamérica (1824-1839).

Luego de la independencia de Centroamérica de España en 1821, y su posterior emancipación absoluta del 1 de julio de 1823, la nación centroamericana quedó finalmente libre e independiente. Esta nueva nación pasó a llamarse Provincias Unidas de Centroamérica, y quedó conformada por los estados de Guatemala, Honduras, El Salvador, Nicaragua y Costa Rica. Al año siguiente, el Congreso Constituyente se reunió en la Ciudad de Guatemala con el objetivo de decidir cual sería el sistema de gobierno a través del cual se regirían los destinos de la joven nación. En la mesa de debates se presentaron dos propuestas diferentes:
- Los liberales apostaban por un gobierno federalista, influenciado por la Constitución de los Estados Unidos (de 1787) y por la de Cádiz (de 1812).[25] Este tipo de gobierno le daba a cada Estado mayor independencia o autonomía de administrarse y de crear sus propias leyes y reformas, entre otras cosas; pero siempre bajo la supervisión del Gobierno Federal, garante de una Constitución.
- Los conservadores, por otro lado, se inclinaron por un gobierno centralista. A través de este sistema, deseaban un centro de control y administración único. En este sistema, las decisiones y leyes eran adoptadas en la capital de la nación y se aplican a todos las demás estados por igual.
- Después de debatir las dos propuestas, los liberales, quienes eran mayoría, hicieron valer esta ventaja y ganaron el derecho de adoptar la 'tesis federalista', ante el descontento de los conservadores.

Posteriormente, el 22 de noviembre de 1824, bajo el lema «Dios, Unión y Libertad», la Constitución fue aprobada y la nación pasó a llamarse República Federal de Centroamérica. Bajo la nueva Constitución, resultó elegido presidente Manuel José Arce del Partido Liberal, quien prometió transformar la economía y la sociedad centroamericana a través de sus reformas liberales, pero a los pocos meses Arce se encontró con una gran oposición por parte de los conservadores, quienes por su influencia social y enorme poder económico, no permitieron ningún tipo de avance en sus programas de gobierno. Al estar convencido de sus limitaciones, Arce terminó por abandonar sus programas de gobierno y decidió aliarse con el partido de la oposición. Esta nueva posición de Arce, le dio a los conservadores el control del gobierno federal casi por completo.
En 1826, el doctor Miguel Echarri quien por motivos de política interna había sido expulsado de Colombia y se había establecido en Honduras, aprovechó para iniciar en la masonería al joven Francisco Morazán y a Dionisio de Herrera (quien fungía como jefe supremo de Honduras).

## Golpe de Estado en Honduras de 1827
El Gobierno Federal encabezado por Manuel José Arce pretendía disolver el Congreso Federal, y por ello convocó a una reunión que se celebraría en Cojutepeque el 10 de octubre de 1826, para elegir a un Congreso extraordinario. Esta medida de orden inconstitucional fue rechazada por el jefe de Estado de Honduras, Dionisio de Herrera.

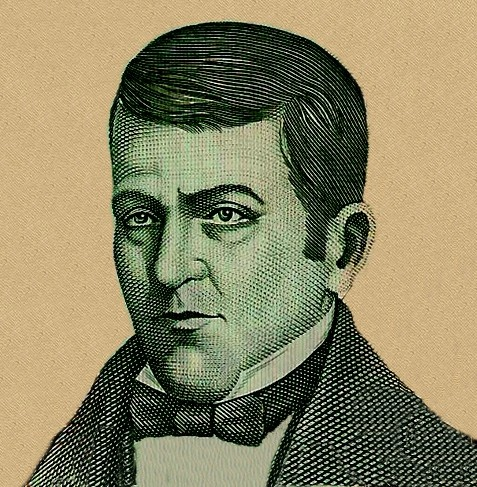
Dionisio de Herrera, Entró en contacto con las ideas liberales de la Revolución Francesa. Fue tutor de su sobrino, el general Morazán; Dionisio de Herrera Llegó a ser el único político en la historia de Centroamérica elegido popularmente jefe de tres de sus Estados.

Manuel José Arce disolvió en octubre de 1826 el Congreso y el Senado intentando establecer un sistema centralista o unitario aliándose con los conservadores, por lo que se quedó sin el apoyo de su partido, el liberal. Como resultado, se produjo un conflicto entre el Gobierno Federal y los Estados, pronunciándose en contra Dionisio de Herrera y Mariano Prado, jefe del Estado del Salvador.
Arce entró en conflicto con Dionisio de Herrera por lo que la Asamblea Nacional convocó a nuevas elecciones en Honduras, pero Herrera hizo caso omiso de este decreto ya que según la constitución de Honduras su mandato expiraba hasta el 16 de septiembre de 1827. Arce decidió expulsar a Herrera por estas razones, pero bajo el pretexto de proteger las plantaciones de tabaco en Los Llanos (Santa Rosa de Copán), propiedad del gobierno federal. Arce encargó al Teniente General Justo Milla ejecutar el golpe de Estado, quien el 9 de abril de 1827 y al mando de 200 hombres, se apoderó de Comayagua —la capital del Estado—, le dio captura a Herrera y lo envió a una prisión de Guatemala.
Mientras Milla se ocupaba de consolidar el poder en Comayagua, Morazán escapó de las tropas federales. Salió de la sitiada capital en compañía de los coroneles Remigio Díaz y José Antonio Márquez, con el propósito de obtener refuerzos en Tegucigalpa. Su plan era retornar y liberar a la capital del Estado. A su retorno de Tegucigalpa, él y su ejército de 300 hombres se estacionaron en el rancho La Maradiaga, donde se enfrentó a las fuerzas de Milla el 29 de abril de 1827. Tras la batalla, Milla tomó el poder de Honduras (10 de mayo) y Morazán huyó a Choluteca. Posteriormente viajó a Ojojona, donde se reunió con su familia en junio. Allí fue aprisionado por 23 días y trasladado a Tegucigalpa por orden del Comandante Ramón de Anguiano.
Salió bajo fianza y se fue a La Unión (El Salvador) en junio de 1827, con la intención de emigrar a México. En esta localidad, se encontró con Mariano Vidaurre, un enviado especial de El Salvador en Nicaragua. Vidaurre convenció a Morazán de que, en ese país, él podría encontrar el apoyo militar que necesitaba para expulsar a Milla del territorio hondureño. Francisco Morazán se trasladó a la ciudad de León (Nicaragua) el 15 de septiembre, donde se reunió con el comandante de armas del Estado de Nicaragua, coronel José Anacleto Ordóñez conocido como Cleto Ordóñez. Para Morazán la reunión dio sus frutos, pues el líder nicaragüense le proporcionó armas y un contingente de 135 hombres. A estos milicianos se les unieron tropas salvadoreñas del coronel José Zepeda, y algunas columnas de voluntarios hondureños en Choluteca (Honduras).

## Jefe de Estado provisional de Honduras

Francisco Morazán ascendió al poder luego de su victoria en la Batalla de La Trinidad.

Morazán se dirigió con sus tropas hacia el sur de Honduras, llegando a Choluteca en octubre de 1827. Cuando Justo Milla descubrió la presencia de Morazán, rápidamente se trasladó con sus tropas a Tegucigalpa, donde estableció su cuartel general. Por su parte, Morazán se dirigió a Sabanagrande. A las 9 de la mañana del 11 de noviembre, Morazán y sus hombres se enfrentaron al ejército del coronel Justo Milla, en la memorable Batalla de La Trinidad.
Después de cinco horas de intensos combates, las tropas federales de Milla fueron aplastadas por los hombres de Morazán. Milla y algunos de sus oficiales sobrevivieron y huyeron del campo de batalla. Tras esta victoria, Morazán marchó a Comayagua donde hizo su entrada triunfal el 26 de noviembre. Al día siguiente convocó al Consejo Representativo, que lo nombró jefe de Estado de manera provisional, y nombró a Diego Vigil como subjefe.
Envió columnas de pacificación a la costa norte y los pueblos fronterizos, y sofocó un levantamiento en Opoteca. El 28 de junio de 1828 depositó la jefatura del Estado en Vigil, para participar en la guerra civil centroamericana.

## Guerra civil centroamericana

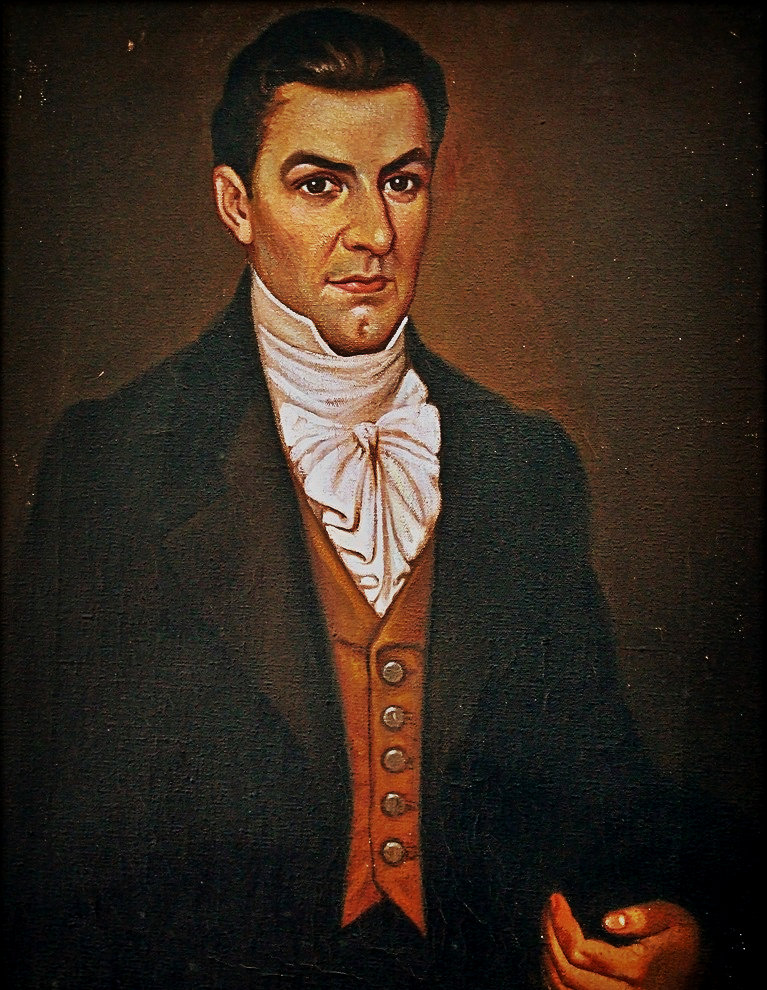
En 1827 el presidente Arce invadió Honduras y El Salvador y propició una guerra civil.

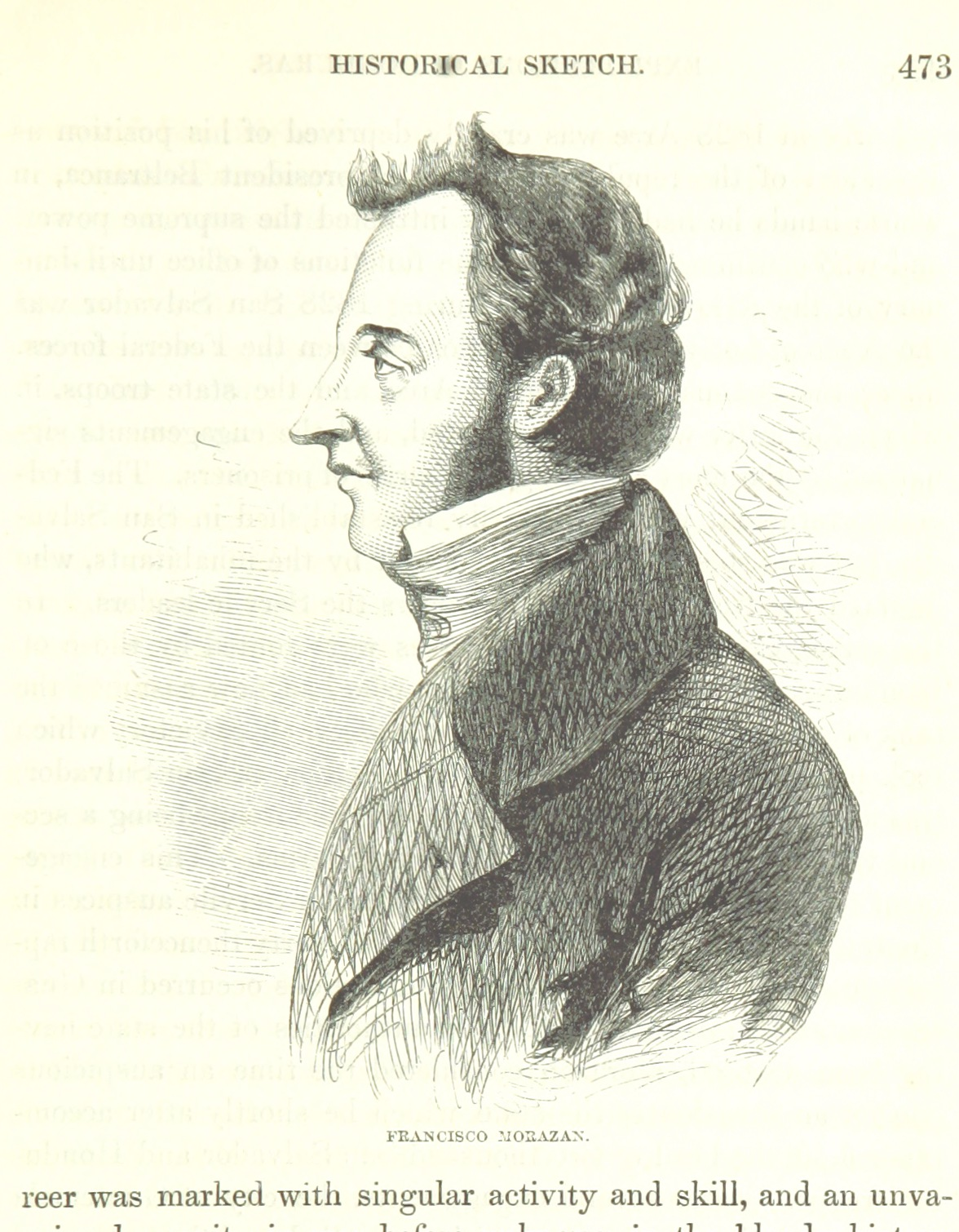
General hondureño Francisco Morazán, líder y caudillo liberal que resultó el gran beneficiado al terminar la guerra civil en 1829, pues fue nombrado presidente de la Federación. (Ilustración Británica)

Después de su victoria en 'La Trinidad', Morazán surgió como el líder del movimiento liberal y llegó a ser reconocido por sus habilidades militares en toda América Central. Por estas razones, recibió llamados de ayuda de los liberales en El Salvador. Al igual que en Honduras, los salvadoreños se opusieron a los nuevos congresistas y otros funcionarios del gobierno elegidos por el decreto emitido el 10 de octubre de 1826. Los salvadoreños exigieron la restitución de los antiguos líderes políticos, pero el presidente Manuel Arce argumentó que esta medida era necesaria para restablecer el orden constitucional.
En marzo de 1827 el gobierno de El Salvador respondió por la fuerza militar. Tropas salvadoreñas marcharon con rumbo a Guatemala con la intención de tomarse la capital de la República y bajar de la silla al presidente. Pero el mismo presidente Arce tomó el mando de sus tropas federales y derrotó a los salvadoreños en la madrugada del 23 de marzo en Arrazola. La división salvadoreña se dispersó y los jefes huyeron. El campo quedó sembrado de cadáveres, prisioneros, armas, municiones y equipaje. Luego de estos sucesos, el presidente Arce ordenó a 2000 tropas federales al mando del general Manuel de Arzú para ocupar El Salvador.
Este evento marcó el inicio de la guerra civil.
Mientras tanto en Honduras, Francisco Morazán aceptó el desafío propuesto por los salvadoreños. Le entregó el mando a Diego Vigil como nuevo jefe de Estado de Honduras y se fue a Texiguat, donde se preparó y organizó sus tropas con miras a la campaña militar salvadoreña. En junio de 1828, Morazán se dirigió a El Salvador con una fuerza de 1400 hombres. Este grupo de militantes se componía de pequeños grupos de hondureños, nicaragüenses y salvadoreños que aportaron sus propias herramientas de guerra. Tenían además el apoyo de los indios que servían como infantería. Algunos voluntarios seguían sus convicciones liberales, otros trabajaban para un líder político, otros simplemente esperaban obtener algo en retorno por sus esfuerzos después de terminada la guerra.
Mientras que el ejército salvadoreño se enfrentaba a las fuerzas federales en San Salvador, Morazán se colocó en la parte oriental del estado. El 6 de julio, Morazán derrotó a las tropas el coronel Vicente Domínguez en la hacienda El Gualcho. En sus memorias, Morazán describe la batalla de la siguiente manera:

A las 12 de la noche emprendí mi marcha con este objeto, pero la lluvia no me permitió doblar la jornada, y me vi obligado a aguardar, en la Hacienda de Gualcho, que mejorase el tiempo… A las tres de la mañana, que el agua cesó, hice colocar dos compañías de cazadores en la altura que domina la hacienda, hacia la izquierda… A las cinco supe la posición que este (el enemigo) ocupaba.. No podía yo retroceder en estas circunstancias… No era ya posible continuar la marcha, sin grave peligro, por una inmensa llanura y a presencia misma de los contrarios. Menos podía defenderme en la hacienda, colocado bajo una altura de más de 200 pies que en forma de semicírculo domina a tiro de pistola el principal edificio, cortado por el extremo opuesto con un río inaccesible que le sirve de foso. Fue, pues, necesario aceptar la batalla con todas las ventajas que había alcanzado el enemigo… hice avanzar a los cazadores sobre el enemigo para detener su movimiento, porque, conociendo lo critico de mi posición, marchaba sobre estos a paso de ataque. Entretanto subía la fuerza por una senda pendiente y estrecha, se rompió el fuego a medio tiro de fusil, que luego se hizo general. Pero 175 soldados bisoños hicieron impotentes por un cuarto de hora los repetidos ataques de todo el grueso del enemigo… El entusiasmo que produjo en todos los soldados el heroísmo de estos valientes hondureños, excedió al número de los contrarios. Cuando la acción se hizo general por ambas partes, fue obligada a retroceder nuestra ala derecha. Y ocupada la artillería ligera que la apoyaba; pero la reserva, obrando entonces por aquel lado, restableció nuestra línea, recobró la artillería y decidió la acción, arrollando parte del centro y todo el flanco izquierdo, que arrastraron, en su fuga, al resto del enemigo, dispersándose después en la llanura… Los salvadoreños auxiliares, que abreviaron su marcha al ruido de la acción, con el deseo de tomar en ella, llegaron a tiempo de perseguir a los dispersos…

Morazán se mantuvo peleando alrededor de San Miguel, derrotando a cada pelotón enviado por el general Arzú desde San Salvador. Esto motivó a Arzú a dejar al coronel Montúfar a cargo de San Salvador y a ocuparse personalmente de Morazán. Cuando el caudillo liberal se dio cuenta de los movimientos de Arzú salió rumbo a Honduras a reclutar más tropas uniéndosele la Milicia de Écija. El 20 de septiembre, el general Arzú estaba cerca del río Lempa con 500 hombres en búsqueda de Morazán, cuando se enteró de que sus fuerzas habían capitulado en Mejicanos y San Salvador.
Mientras tanto, Morazán partió rumbo a El Salvador con un ejército de 600 hombres, y se estacionó en Goascorán el 2 de octubre de 1828. El general Arzú fingiendo enfermedad regresó a Guatemala, dejando sus tropas bajo el mando del teniente coronel Antonio de Aycinena. El coronel y sus tropas marchaban con rumbo a territorio hondureño, cuando fueron interceptados por los hombres de Morazán en San Antonio. El 9 de octubre Aycinena se vio obligado a rendirse.
Con la capitulación de San Antonio, El Salvador quedó finalmente libre de tropas federales. El 23 de octubre, el general Morazán hizo su entrada triunfal en la plaza de San Salvador. Regresó a Honduras por noticias de un levantamiento en Olancho, donde dirigió una proclama a sus habitantes el 22 de noviembre de 1828. Después marchó en Ahuachapán, para organizar el ejército con miras a la liberación del territorio guatemalteco y restaurar el orden constitucional.

### Batallas y dictadura en Guatemala

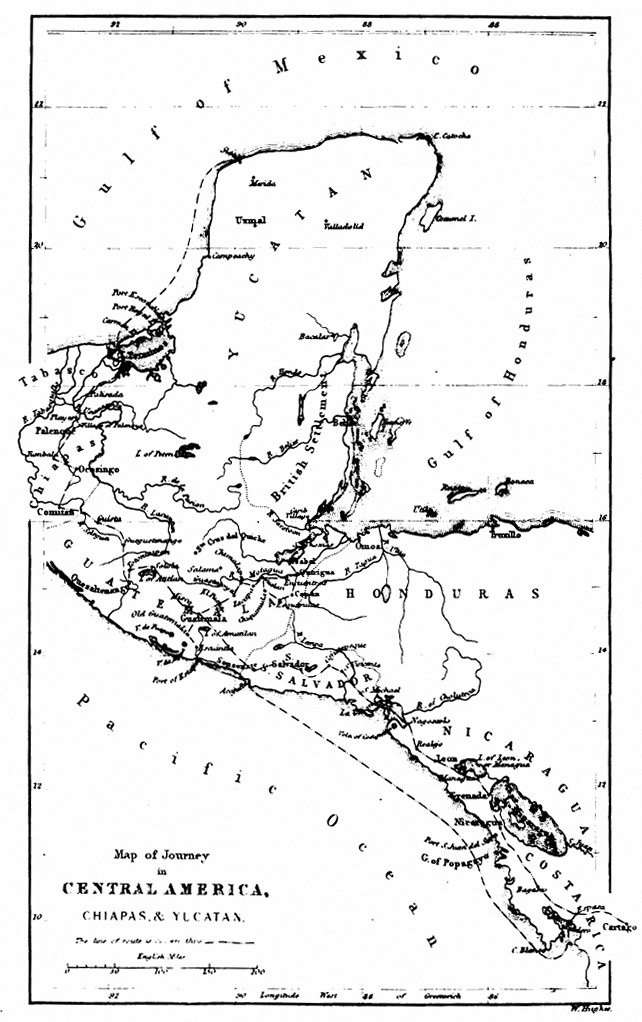
Mapa de Guatemala en la época de Morazán; obsérvese que las fronteras no están delimitadas con México en Yucatán y Chiapas, y que Belice todavía era un asentamiento británico.. En 1829 Morazán ocupó Guatemala y restableció el orden constitucional de la República Federal de Centroamérica.

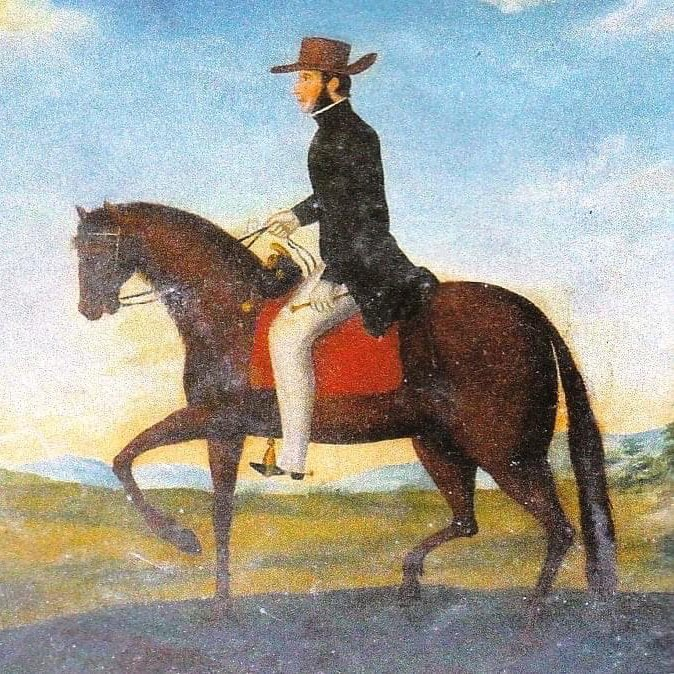
Político centroamericano liberal que se desempeñó como presidente de la República Federal de Centroamérica de 1830 a 1839. Morazán dominó la escena política y militar de América Central hasta su ejecución en 1842.

El 1 de enero de 1829 Morazán instaló un cuartel en Ahuachapán e hizo todo lo posible para organizar un ejército numeroso, al cual llamó el Ejército Aliado Protector de la Ley. Solicitó al gobierno de El Salvador que le proporcionara 4000 hombres, pero tuvo que conformarse con 2000. Cuando estaba en condiciones de actuar en enero de 1829, envió una división al mando del coronel Juan Prem para entrar en territorio guatemalteco y tomar el control de Chiquimula. La orden fue llevada a cabo por Prem a pesar de la resistencia ofrecida por el enemigo. Poco después, Morazán desplazó a la milicia de écija cerca de la Ciudad de Guatemala bajo el mando del coronel Gutiérrez para forzar al enemigo salir de sus trincheras y causar la deserción de sus tropas. Mientras tanto, el coronel Domínguez, que había salido de la ciudad de Guatemala con seiscientos soldados de infantería para atacar a Prem, se enteró de la pequeña fuerza que contaba Gutiérrez. Domínguez cambió sus planes y se fue detrás Gutiérrez. Esta oportunidad fue aprovechada por Prem quien se trasladó de Zacapa y atacó a las fuerzas de Domínguez, derrotándolos el 15 de enero de 1829. Luego de esos hechos Morazán le ordenó a Prem que continuara su marcha con los 1400 hombres bajo su mando y ocupase el puesto de San José, cerca de la capital.
Mientras tanto, el pueblo de Antigua Guatemala se organizó contra el gobierno de Guatemala y puso al departamento de Sacatepéquez bajo la protección del general Morazán. Esto apresuró la invasión de Morazán a Guatemala, quien situó a sus hombres en el pueblo de Pínula, cerca de la ciudad capital. Las operaciones militares en la capital comenzaron con pequeñas escaramuzas en frente de las fortificaciones del gobierno. El 15 de febrero una de las mayores divisiones de Morazán, bajo el mando de Cayetano de la Cerda, fue derrotado en Mixco por las tropas federales.
Debido a esta derrota Morazán levantó el asedio de la ciudad y concentró sus fuerzas en la Antigua. Una división de tropas federales le habían seguido desde la capital bajo el mando del coronel Pacheco, en dirección a Sumpango y El Tejar con el propósito de atacarlo en Antigua. Pero Pacheco extendió sus fuerzas, dejando a algunos de ellos en Sumpango. Cuando llegó a San Miguelito el 6 de marzo, con un ejército más pequeño, fue derrotado por el general Morazán. Este incidente levantó una vez más la moral de los hombres de Morazán. Después de la victoria de San Miguelito, el ejército de Morazán compuesto por los milicianos de écija aumentan con la unión de voluntarios guatemaltecos en sus filas. El 15 de marzo, Morazán y su ejército estaban en camino de ocupar sus posiciones anteriores, fue interceptado por las tropas federales del coronel Prado en el rancho de Las Charcas. Morazán, con una posición superior, aplastó al ejército de Prado. El campo de batalla quedó lleno de cadáveres, presos y armas. Posteriormente, Morazán con la milicia de écija se movilizó a recuperar sus antiguas posiciones en Pínula y Aceytuno, y ponerle nuevamente sitio a la ciudad de Guatemala.
El general Verveer, ministro plenipotenciario del rey de los Países Bajos ante la Federación de Centroamérica, intentó mediar entre el Gobierno del Estado y Morazán, pero no pudieron llegar a un acuerdo. Las operaciones militares continuaron con gran éxito para el ejército aliado. El 12 de abril, el jefe de Estado de Guatemala, Mariano de Aycinena y Piñol, líder del poderoso Clan Aycinena, capituló y al día siguiente a la Plaza Central fue ocupada por las tropas de Morazán. Inmediatamente después el presidente Arce, Mariano Aycinena, Mariano Beltranena, y todos los funcionarios que habían tenido algún papel en la guerra, fueron enviados a prisión. Después de estos acontecimientos, el general Morazán expulsó a los eclesiásticos más importantes y a todos los miembros del Clan Aycinena ―es decir, a los miembros del partido conservador― y dirigió el país dictatorialmente, hasta que el senador Juan Barrundia asumió el cargo, el 25 de junio de 1829.

## Segundo mandato en Honduras
El 5 de marzo de 1829, Morazán y Diego Vigil fueron nombrados jefe y subjefe de Estado por la Asamblea Legislativa de Honduras. Ese mismo mes, por recomendación del gobierno, Morazán compró y trasladó desde Guatemala la primera imprenta de Honduras, instalada en el Cuartel San Francisco bajo la dirección del nicaragüense Cayetano Castro. Esta fue estrenada con una proclama al departamento de Olancho por parte de Morazán, para evitar que se volvieran en su contra, con fecha 4 de diciembre de 1829, misma en que asumió el cargo de jefe de Estado tras su retorno a Honduras. El 24 de diciembre dejó el gobierno en manos de Juan Ángel Arias para emprender la pacificación de Olancho, que finalizó con la firma de un convenio el 21 de enero de 1830, donde los olanchanos se comprometieron a prestar obediencia al Gobierno de Honduras.
El 19 de febrero derrotó una insurrección en Opoteca y reasumió la jefatura del Estado el 22 de abril. Durante este mandato se fundó el primer periódico oficial de Honduras, La Gaceta del Gobierno. En junio ganó las elecciones para Presidente de la República Federal de Centro América; mismo mes en que envió a Dionisio de Herrera a pacificar Nicaragua. Morazán renunció a la jefatura de Honduras el 28 de julio, la cual asumió al día siguiente el subjefe de Estado, Diego Vigil.

## Presidencia de la Federación

### Teniente de la primera compañía del ejército independiente 1821

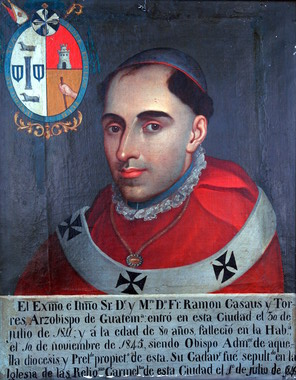
Morazán expulsó de Centroamérica al arzobispo español Ramón Casaus y Torres.

Francisco Morazán ganó el voto popular de la elección presidencial de 1830, en la que tuvo como opositor al moderado José Cecilio del Valle. El nuevo presidente tomó posesión el 16 de septiembre del mismo año. En su discurso inaugural, declaró:

«El Pueblo soberano me manda colocarme en el más peligroso de sus destinos. Debo obedecer y cumplir el solemne juramento que acabo de prestar. Ofrezco sostener la Constitución Federal que he defendido como soldado y como ciudadano.»
Francisco Morazán

Con Francisco Morazán como presidente y con su apoyo hacia los gobernadores, los liberales habían consolidado el poder. De esta forma, el nuevo mandatario y sus aliados se ubicaron en una posición inmejorable para implementar sus reformas, las cuales estaban inspiradas en la filosofía de la ilustración. A través de estas, el presidente intentaría desmantelar en Centroamérica lo que él consideraba eran instituciones arcaicas heredadas de la época colonial ya que solo habían contribuido al atraso en la región. Según el viajero John Lloyd Stephens, el general Morazán deseaba para su pueblo una sociedad basada en la educación universal, libertad religiosa e igualdad social y política.
En 1831, Morazán y el gobernador Mariano Gálvez convirtieron a Guatemala en un laboratorio político. Se supervisó la construcción de escuelas y carreteras, se promulgaron políticas de libre comercio; fue invitado el capital extranjero y los inmigrantes; se permitió el matrimonio, el divorcio secular y la libertad de expresión; se pusieron a disposición las tierras públicas para la expansión de la cochinilla; fue separada la Iglesia del Estado; los diezmos fueron abolidos; se proclamó la libertad de religión; los bienes eclesiásticos fueron confiscados, se suprimieron las órdenes religiosas, y se le retiró a la Iglesia católica el control que tenía sobre la educación, entre otras políticas.
Con la implementación de estas medidas revolucionarias, Morazán se convirtió ―según el escritor Adalberto Santana― en el primer mandatario de América Latina que aplicó a su gestión un pensamiento liberal. Ello asestó un duro golpe a los criollos de la Ciudad de Guatemala, pero lo más importante fue el despojo al clero regular de sus privilegios y la reducción de su poder.
De acuerdo a la escritora María Wilhelmine Williams: "Las razones inmediatas para las diferentes promulgaciones variaban. Algunas leyes estaban destinadas a proteger el estado del clero... Otras apuntaban a ayudar a recuperar el tesoro público, y, al mismo tiempo, barrer con el privilegio aristocrático; mientras que otra legislación ―en especial las últimas― fue promulgada para castigar la oposición a hechos anteriores e intrigas contra el gobierno", cuando Francisco Morazán llegó al poder.
En aquel entonces, Morazán ordenó la aprehensión y expulsión del Arzobispo Ramón Casaus y Torres, siendo efectiva la noche del 10 de julio de 1829, así como de 289 frailes, miembros de las órdenes Dominica, Franciscana y Recoleta, ya que estaban bajo sospecha de oponerse a la independencia. Casaus y Torres viajó desde Guatemala hasta Omoa custodiado por el general Nicolás Raoul y a lomo de mula, donde lo esperaban en dos veleros para su traslado a La Habana, los miembros de las órdenes Betlemita y Mercedaria quienes no fueron capturados ni reprendidos por no participar en política. Por su parte Casaus y Torres le rindió cuentas al Rey de España sobre su conducta política en Centroamérica, como si el arzobispo de Guatemala hubiese sido un cargo de la Corona Española y no de la Santa Sede. En consecuencia, el Rey Fernando VII le concedió una pensión de 3000 pesos, y poco después fue nombrado arzobispo de La Habana hasta el año 1845.
Durante la guerra civil, los líderes religiosos habían usado su influencia en contra del general Morazán y del partido liberal. También se habían opuesto a las reformas, en particular a los que tenían que ver con la educación universal, la cual los liberales estaban decididos a implementar a cualquier costo.
En marzo de 1832, estalló otro conflicto en El Salvador. El jefe de Estado José María Cornejo se había rebelado en contra de algunos decretos federales, lo que obligó al presidente Morazán a actuar de inmediato. Como comandante en jefe se puso a la cabeza de las tropas federales que marcharon a El Salvador donde vencieron al ejército del jefe Cornejo el 14 de marzo de 1832. El 28 del mismo mes, Morazán había ocupado San Salvador. A partir de entonces, comenzaron los rumores sobre la necesidad de reformar la Constitución.

### Período 1835-1839

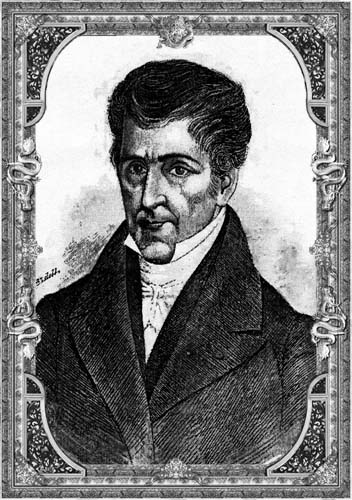
Licenciado José Cecilio del Valle, quien ganó las elecciones federales de 1834, pero no pudo asumir la presidencia debido a su muerte en ese mismo año.

En 1834, a petición del gobernador Mariano Gálvez, el general Morazán trasladó la capital de la República Federal a Sonsonate y posteriormente a San Salvador. El mismo año, habían terminado los primeros cuatro años de la presidencia de Francisco Morazán. De acuerdo a la constitución de 1824, nuevas elecciones debían celebrarse con el fin de elegir al próximo presidente.
El moderado conservador José Cecilio del Valle se presentó como el candidato opositor del presidente en ejercicio Francisco Morazán. Por este motivo, el general depositó la presidencia en Gregorio Salazar, para que el Congreso Federal verificase la imparcialidad de la elección.
Cuando todos los votos fueron contados, José Cecilio del Valle derrotó a Francisco Morazán. El resultado de las elecciones federales demostraron una fuerte oposición popular a las reformas liberales. Valle, sin embargo, murió antes de asumir el cargo. La mayoría de historiadores coinciden en que si Valle no hubiese fallecido, él pudo haber creado un gobierno de conciliación entre las fuerzas de oposición (liberales y conservadores). Debido a estos hechos, el día 2 de junio, el Congreso Federal convocó a una nueva elección la cual fue ganada por Francisco Morazán. El 14 de febrero de 1835 fue juramentado como presidente para un segundo mandato en Ciudad Guatemala.

#### Fin de la Federación

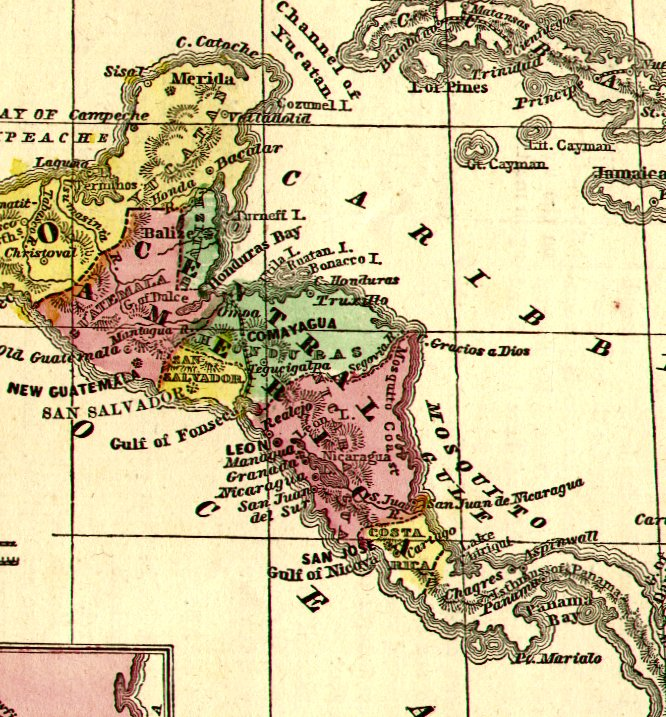
Mapa de Centroamérica luego de la disolución de la federación.

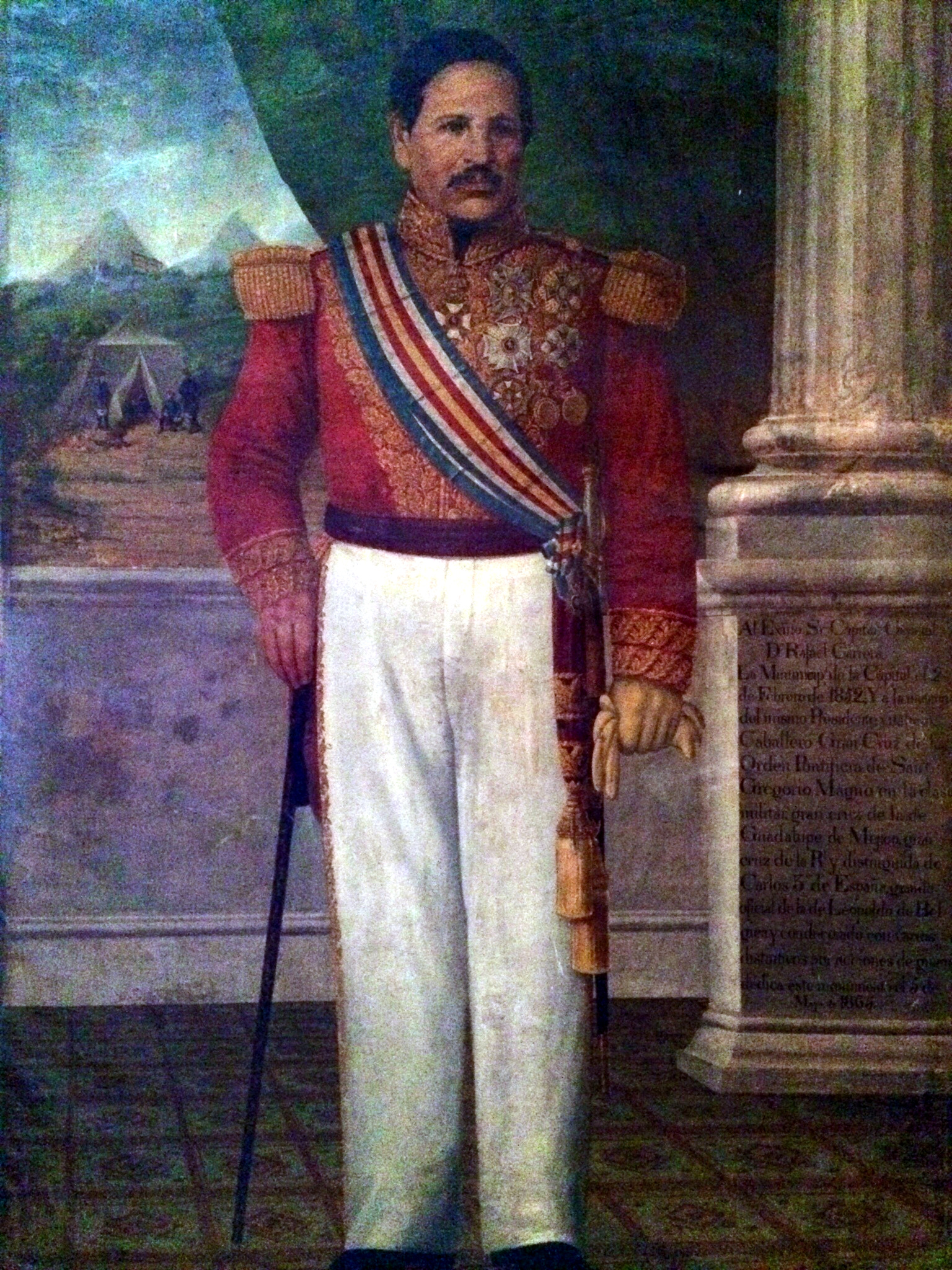
El general conservador guatemalteco Rafael Carrera, fue una figura clave en la disolución de la República Federal de Centroamérica que pretendían formar los criollos liderados por Morazán.

En febrero de 1837 se produjeron en Centroamérica una serie de acontecimientos dramáticos, los cuales encendieron una revolución la cual culminó con el fin de la Federación. Una epidemia de cólera azotó el estado de Guatemala dejando aproximadamente mil muertos y tres mil infectados con la bacteria. La epidemia golpeó especialmente a los pobres y a los indígenas en las tierras altas del estado y se propagó de forma rápida. El gobierno de Mariano Gálvez con la esperanza de aliviar la situación, envió a los médicos disponibles, enfermeras, y estudiantes de medicina y los remedios para su distribución; pero estas medidas fueron de poca ayuda, porque los indios continuaban muriendo.
En el momento en que apareció el cólera, los indígenas del distrito de Mita, influenciados por sus sacerdotes, se encontraban furiosos por el sistema de juicio por jurado (incomprensible para ellos), que el jefe Gálvez había introducido. La iglesia vio todo esto como una oportunidad de asestarle un golpe al gobierno liberal de Gálvez, pues los sacerdotes locales difundieron el rumor de que el gobierno había envenenado los ríos y arroyos con el propósito de aniquilar a la población indígena. Como prueba de ello, mostraban a los indios una reciente concesión de territorio en Verapaz que se había hecho a una empresa de colonización británica.
Los desenfrenados indígenas repudiaron a sus supuestos asesinos. Con el cólera extendiéndose, tomaron las armas, mataron a la gente de raza blanca y a los liberales, quemaron sus casas, y se prepararon para enfrentar el gobierno de Gálvez quien envió un ejército para tratar de detener la revuelta. Pero las medidas del ejército eran tan represivas, que empeoraron las cosas. En junio, Santa Rosa de Mita se levantó en armas y desde el pueblo de Mataquescuintla surgió un nuevo caudillo de nombre Rafael Carrera y Turcios. El joven Carrera era analfabeto, pero astuto y carismático. Además había sido un criador de puercos que se había convertido en asaltador de caminos, pero a quien los rebeldes querían como su líder.
Los sacerdotes anunciaron a los nativos que Carrera era su ángel protector, que había descendido de los cielos para tomar venganza sobre los herejes, los liberales y los extranjeros y para restaurar su dominio antiguo. Idearon varios trucos para hacerles creer a los indios esta ilusión, los cuales fueron anunciados como milagros. Entre ellos, una carta fue lanzada desde el techo de una de las iglesias, en medio de una vasta congregación de indígenas. Esta carta supuestamente venía de la Virgen María, la cual comisionaba a Carrera a liderar una revuelta en contra el gobierno.
Bajo gritos de «¡Viva la religión!» y «¡Muerte a los extranjeros!», Carrera y sus fuerzas iniciaron una guerra contra el gobierno.
Alentados por estos acontecimientos los conservadores se unieron a la revuelta. Mientras tanto, el gobierno de Mariano Gálvez solicitaba ayuda militar al general Morazán.
Para cuando Morazán arribó a la Ciudad de Guatemala, Gálvez ya había abandonado la jefatura del estado. El grupo en el poder le otorgó plenos poderes para enfrentar a Rafael Carrera, asimismo le ofrecieron la presidencia vitalicia, pero Morazán rechazó esta oferta, porque ello estaba en contra de sus principios liberales. Luego Morazán hizo un llamado a Carrera a deponer las armas, pero el líder rebelde se opuso. Carrera fue derrotado y perseguido por Morazán en varias ocasiones, logrando así pacificar el estado. Pero el general nunca pudo apresar al líder indígena, ya que este simplemente se retiraba a las montañas y regresaba para ocupar las posiciones clave tan pronto como las tropas de Morazán salían del estado de Guatemala.
Para 1838 Morazán presidía sobre una federación moribunda. El Congreso trató de revivir el Gobierno Federal otorgándole el control de sus ingresos aduaneros. Pero Honduras, Nicaragua y Costa Rica se opusieron a ello y utilizaron esta excusa para abandonar la Unión. La Federación había muerto. El 1 de febrero de 1839, Morazán había terminado su segundo mandato como presidente constitucional, el Congreso se había disuelto y no había ninguna base jurídica para nombrar a su sucesor.
Al final, la ignorancia, el poderío de la Iglesia, las amargas luchas internas entre conservadores y liberales, y la búsqueda de gloria personal, fueron las principales razones de la disolución de la Federación.

## Jefe de Estado de El Salvador

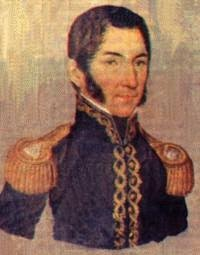
Retrato de Francisco Morazán, Durante su mandato en esta nación; En el Archivo de la Nación en San Salvador El Salvador pintado Anónimo.

Después de concluido su segundo mandato como presidente de la República Federal, Morazán se quedó sin poder político o militar. El 13 de julio de 1839, sin embargo, el general fue elegido jefe de Estado de El Salvador.
Cuando Rafael Carrera y los conservadores de Guatemala se dieron cuenta del nuevo papel que desempeñaba, decidieron declararle la guerra a El Salvador. El general se había convertido en la personificación misma de la Federación, él era el cuerpo y alma de la Constitución de 1824, y eliminarlo significaba terminar con cualquier idea o esperanza que había quedado de la Federación.
Por esa razón, sus enemigos no deseaban que estuviera al mando de esa nación, ni de ningún otro Estado centroamericano y se comprometieron a derrotarlo. El 24 de julio de 1839, Honduras, Nicaragua y Guatemala celebraron un tratado de alianza en contra del gobierno de Morazán en El Salvador.
Posteriormente, el 24 de agosto del mismo año, el líder guatemalteco Rafael Carrera y Turcios llamaría a los salvadoreños a la insurrección popular en contra de su presidente. Estos llamados provocaron algunos levantamientos, los cuales fueron aplastados sin mucho esfuerzo por el gobierno. Francisco Ferrera, viéndose en ventaja, manda a su hombre de confianza, el Edecán de Juan José Morales para pedirle su rendición a Morazán o al menos conseguir un intercambio de prisioneros, pero Morazán no capitula ni acepta las condiciones que le imponen.
Al no tener éxito de forma interna, los enemigos del general formaron un ejército compuesto por tropas hondureñas y nicaragüenses. El 18 de septiembre de 1839, Morazán se encontraba en El Salvador para impedir el avance de las huestes de Francisco Ferrera, pero en San Salvador ocurrió un amotinamiento y la plaza era controlada por Pedro León Velásquez; los alzados mandaron un mensaje al general en el que amenazaban con ultimar a su esposa, su hijo Francisco y a la recién nacida Adela si no capitulaba, pero Morazán respondió con estas memorables palabras: 

Los rehenes que mis enemigos tienen son para mí sagrados y hablan muy alto a mi corazón, pero soy Jefe del Estado y debo atacar pasando sobre los cadáveres de mis hijos; más no sobreviviré a tan terrible desgracia.

Sin embargo, Morazán logró retomar San Salvador, mientras que León Velásquez se entregó sin condiciones y desistió de las amenazas que pesaban sobre la familia del general quien además le perdonó la vida.
El 25 de septiembre, Morazán triunfó en la Batalla de San Pedro Perulapán, en la que solo necesitó de 600 salvadoreños para vencer a los más de 2000 hombres comandados por los generales Francisco Ferrera, Nicolás de Espinosa y Manuel Quijano y García. Después de la derrota, los humillados generales y sus tropas huyeron con rumbo a los estados vecinos, dejando atrás más de trescientos muertos.
El 18 de marzo de 1840 Morazán hizo un último intento por restaurar la Unión. Reunió unos 1300 hombres y con ellos marchó a Guatemala. Una vez posicionado, Morazán marchó desde el sur, atacando a los hombres de Carrera ubicados en la capital. Pero Carrera le había tendido una trampa, pues había sacado la mayor parte de su propia fuerza fuera de la capital, dejando solo una pequeña guarnición, muy visible en el interior. De esta manera Morazán y sus hombres acabaron con la carnada, pero luego se vieron asaltados desde todas las direcciones por las fuerzas de Carrera compuestas por unos 5000 hombres. Fue una batalla notoria por su salvajismo y reveló el lado despiadado de Carrera, cuyos hombres cantaban «Salve Regina», y gritaban «¡Viva Carrera!» y «¡Muerte a Morazán!»
A la mañana siguiente, Morazán se estaba quedando sin municiones. Luego ordenó un aumento en el fuego desde tres esquinas de la plaza, con el fin de llamar la atención, mientras él y algunos de sus oficiales apenas lograban escapar con vida rumbo a El Salvador. La victoria de Carrera fue decisiva. El 4 de abril de 1840, ante una junta de notables, Morazán manifestó su renuncia y su resolución a salir del país, pues no deseaba causarle más problemas al pueblo salvadoreño.

## Exilio a Perú

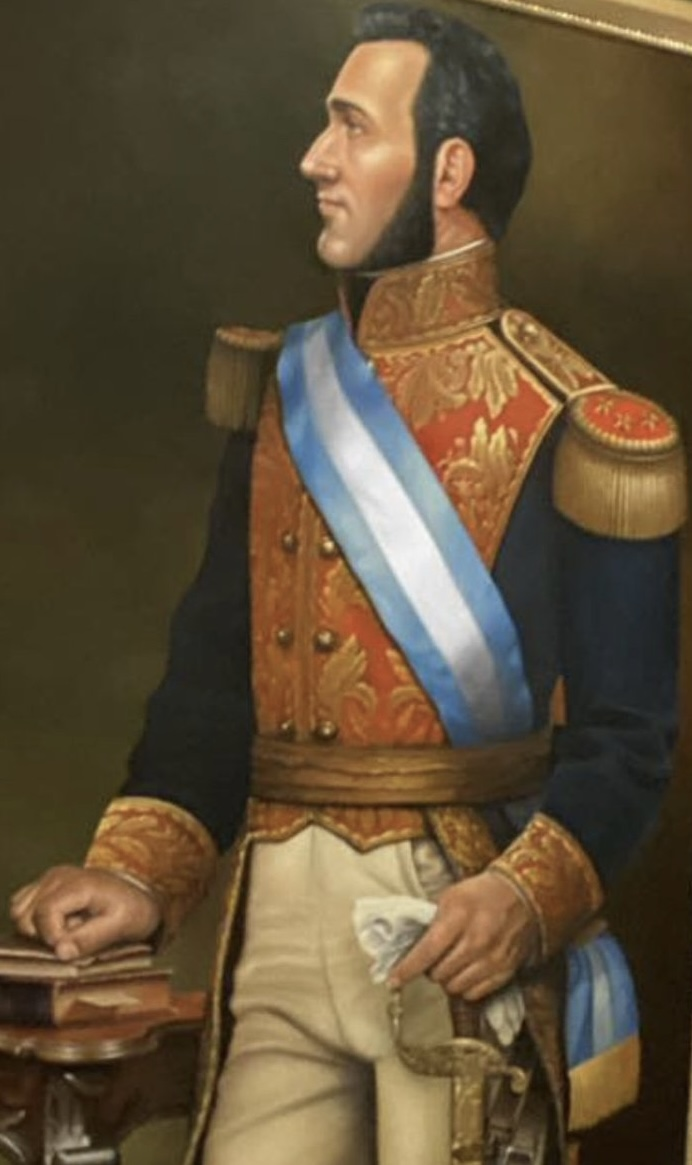
Caudillo liberal Morazan pintura Situada en la casa presidencial El Salvador.

El 8 de abril de 1840, el general Francisco Morazán tomó el camino del exilio. Partió desde el puerto de La Libertad (El Salvador), a bordo de la goleta Izalco acompañado por 30 de sus más cercanos amigos y veteranos de guerra.
Al arribar a Puerto Caldera (Costa Rica) solicitó asilo para 23 de sus oficiales, el cual le fue concedido. Siete de ellos continuaron con el viaje a América del Sur en su compañía. Morazán arribó a Chiriquí, y luego pasó a David, Panamá, donde su familia le esperaba. Mientras se encontraba en esta localidad, Morazán fue informado por sus amigos acerca de las terribles persecuciones sufridas por sus partidarios a manos de Rafael Carrera y otros líderes liberales de América Central.
Indignado por estos hechos y por la cadena de insultos y calumnias contra él por algunos miembros de la prensa, Morazán escribió y publicó su famoso Manifiesto de David con fecha 16 de julio de 1841.
En este manifiesto Morazán ataca a los serviles a quienes acusa de ser «hombres mezquinos» y abusadores de los derechos más sagrados del pueblo. Asimismo les recuerda que se opusieron a la independencia de Centroamérica, y sacrificaron la libertad al unirse al imperio de Iturbide.
Por lo tanto les hace saber que Centroamérica no es su patria, sino la patria de aquellos que hicieron «resonar el grito de la independencia en todo el Reino de Guatemala... y se sintieron electrizados con el sagrado fuego de la libertad».
Morazán todavía se encontraba en David cuando recibió llamadas de sus colegas liberales en Costa Rica. Braulio Carrillo, gobernador de ese estado, había restringido las libertades individuales, limitado la libertad de prensa, y había derogado la Constitución Política de 1825 que fue sustituida por una nueva carta constitucional, denominada «Ley de Bases y Garantías», la cual declaraba, en sus artículos 1 y 2, que el jefe de Estado de Costa Rica era «elegido por el pueblo» (artículo 1) y que este era «inamovible» (artículo 2), lo que sus enemigos convirtieron en «vitalicio», llamándole entonces «dictador» una y otra vez.
Por otra parte, Carrillo también había declarado a Costa Rica un Estado libre e independiente. A pesar de estos hechos, Morazán quiso mantenerse alejado de los asuntos políticos de Centroamérica, y continuó su viaje rumbo a Perú. Una vez en Lima, recibió la invitación del Mariscal Agustín Gamarra para comandar una división peruana, en momentos en que su país estaba en guerra con Chile.
Sin embargo Morazán se negó, porque se encontró con que esta guerra era muy confusa. Desde hacía más de doce años las disensiones entre las Repúblicas de El Perú y Bolivia ―en las cuales se vieron involucrados los Estados de Chile y Colombia― dieron lugar a una serie de guerras con éxitos y fracasos recíprocos, que provocaron funestas etapas de caos entre todas las partes que fueron beligerantes.
En el Perú, Morazán tuvo la fortuna de encontrar buenos amigos con los que compartía los mismos ideales. Entre estos estaban los generales José Rufino Echenique y Pedro Pablo Bermúdez.
Alrededor de 1841, los británicos comenzaron a intervenir en el territorio de la Mosquitia, ubicado entre Honduras y Nicaragua. Este acontecimiento impulsó a Morazán para poner fin a su auto impuesto exilio en el Perú, y decidió que era hora de regresar a Centroamérica porque lo consideraba un «deber» y un «sentimiento nacional irresistible» no solo para él, sino que para todos «aquellos que tienen un corazón para su patria». Con el respaldo financiero del general Pedro Bermúdez, partió desde El Callao el 22 de diciembre de 1841 a bordo del buque El Cruzador. En ese viaje fue acompañado por el general José Trinidad Cabañas, José Miguel Saravia, y otros cinco oficiales. Él y sus compañeros hicieron una parada en Guayaquil, Ecuador y Chiriquí, Panamá, donde tuvo la oportunidad de reunirse con su familia una vez más, antes de regresar a la América Central.

## Jefe Supremo de Costa Rica

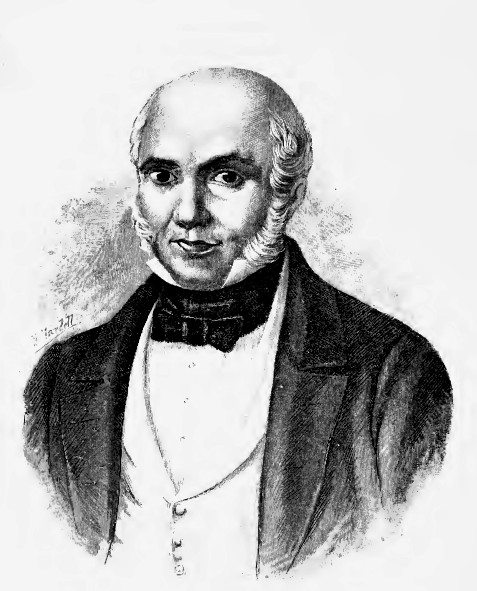
Braulio Carrillo, jefe de Estado de Costa Rica.

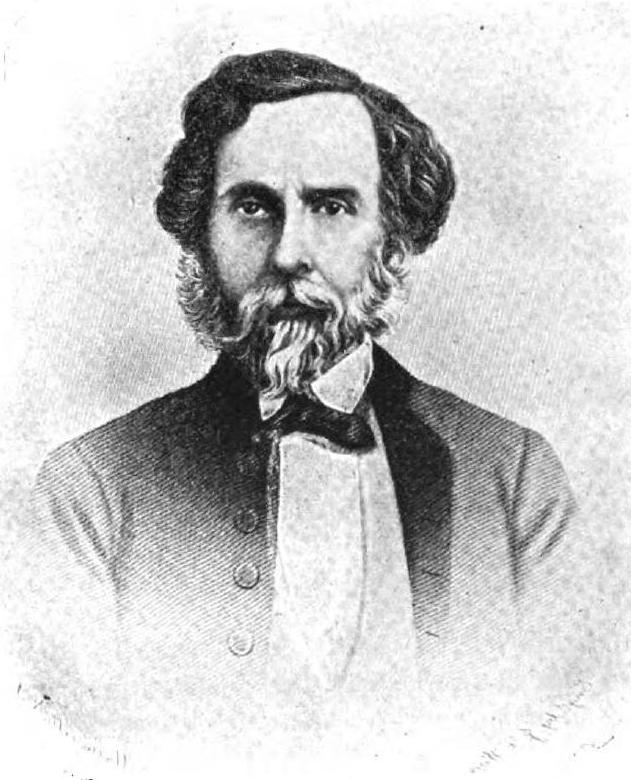
José Trinidad Cabañas, compañero de armas de Morazán

Derrotado por el general Carrera, Morazán abandonó El Salvador y fue a refugiarse a la población panameña de David (Chiriquí), que en esa época era parte de Colombia. Radicado allí, Morazán, concibió, por insinuación de los enemigos de Carrillo, la idea de invadir Costa Rica.
La oposición a Carrillo era realmente minoritaria, pero su fuerza radicó en la petición de ayuda extranjera que estos hicieron.
Costa Rica, aunque no le interesaba particularmente, le servía para sus propósitos expansionistas en el resto de Centroamérica, además de que podría proporcionarle hombres, armas y dinero, ya que el regresar a Centroamérica y enfrentarse de nuevo con Carrera, era uno de sus objetivos.
El 7 de abril y sin ningún contratiempo, la flota de Morazán que era compuesta por cinco buques desembarcó en el puerto de Caldera, Costa Rica, pero su marcha no la emprendió hasta el 9 del mismo mes. «Carrillo dictó un decreto en el que mandaba a reunir todo el ejército para la defensa del Estado contra el enemigo extranjero», su plan defensa contemplaba un grupo de hombres a cargo del salvadoreño Vicente Villaseñor, quien con su traición, truncaría dicho proyecto de defensa. «Carrillo no deseaba el derramamiento de sangre, por lo que pensó en hablar con Morazán (...) Carrillo fracasó en su invitación a Morazán. El general invasor tenía ya concertada una entrevista y no precisamente con el mandatario costarricense, sino con Villaseñor, quien le entregaría las fuerzas que habían sido puestas a sus órdenes»,
así él y Vicente Villaseñor firmaron el Pacto de El Jocote. El acuerdo preveía la integración de un solo cuerpo militar, la convocatoria de una Asamblea Nacional Constituyente, la expulsión de Braulio Carrillo y otros miembros de su administración, y la instalación de un gobierno provisional bajo el mando de Francisco Morazán. «Con detenimiento leyó Carrillo el pacto traicionero. Él sabía que podía hacerle frente a las fuerzas de Morazán, pero también que se desataría una ola de sangre. Si a Morazán y a Villaseñor eso los tenía sin cuidado, a él le preocupaba profundamente. Pensaba que si él era la persona en discusión se haría a un lado, abandonaría el país, sacrificaría su obra (...) Convino Carrillo en dar su aprobación al pacto, previas algunas modificaciones».
El 13 de abril de 1842, las fuerzas de Morazán entraron en la ciudad de San José, «una hora más tarde Carrillo inició su destierro» hacia El Salvador.
El primer acto de Morazán fue abrir las puertas del Estado a refugiados políticos costarricenses y centroamericanos. Además, el nuevo gobernante se dedicó a derogar algunas de las leyes emitidas en la época de Carrillo y se dedicó a otras reformas. Asimismo convocó a una Asamblea Constituyente la cual lo nombró jefe supremo del Estado de Costa Rica.
A su arribo a Puerto Caldera, «Morazán traía consigo un documento que se conoce como Proclama de la Caldera; en este ofrecía a los costarricenses devolverle la libertad a Costa Rica y proclamaba la guerra contra Carrillo, a quien llamaba tirano, déspota, ignorante y sanguinario», calificativos que «Morazán olvidaba de que él era no menos acreedor de estos epítetos, como no tardó en experimentarlo dolorosamente el pueblo a quien prometía devolver la libertad».
Para el mes de septiembre de 1842, Morazán ya había perdido la mayor parte del apoyo inicial que lo había llevado al poder en Costa Rica. Su presencia en Costa Rica había despertado un gran temor en el resto de estados centroamericanos: Guatemala declaró a Costa Rica país enemigo; El Salvador rompió relaciones, y Honduras y Nicaragua desconocieron el gobierno de Morazán. Los cuatro estados se organizaron en la llamada «Confederación de Guatemala», una unión militar contra Costa Rica en la que acordaron «auxiliarse mutuamente y hacer causa común en caso de que se atacara la independencia de todos y de cualquiera de ellos».
A esto también se sumó que el 29 de julio de 1842, Morazán, en un largo manifiesto, comunicó a los costarricenses su intención de rehacer la Unión Centroamericana por la fuerza de las armas.

## Muerte

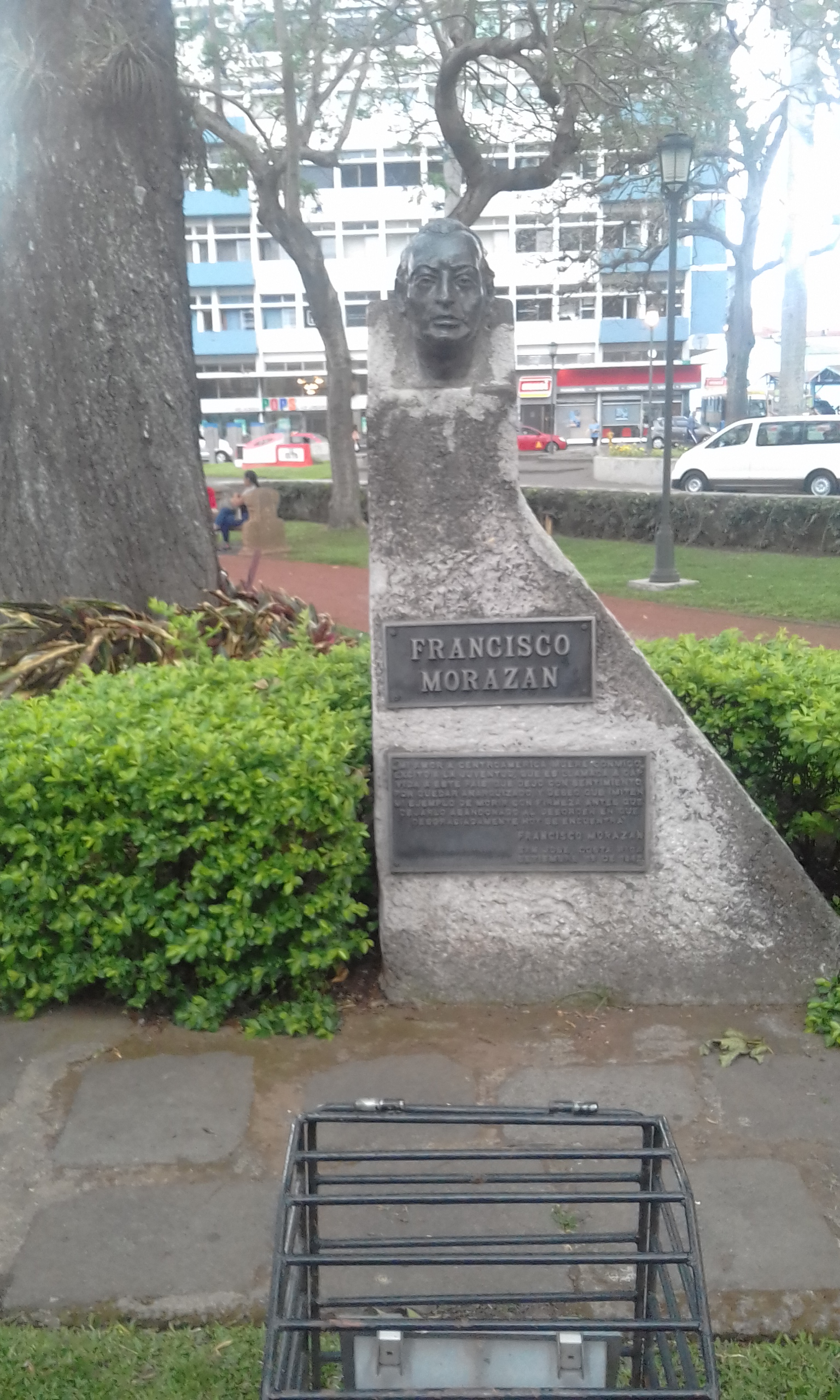
Busto de Francisco Morazán, Parque Morazán. Donde fue fusilado San Jose Costa Rica

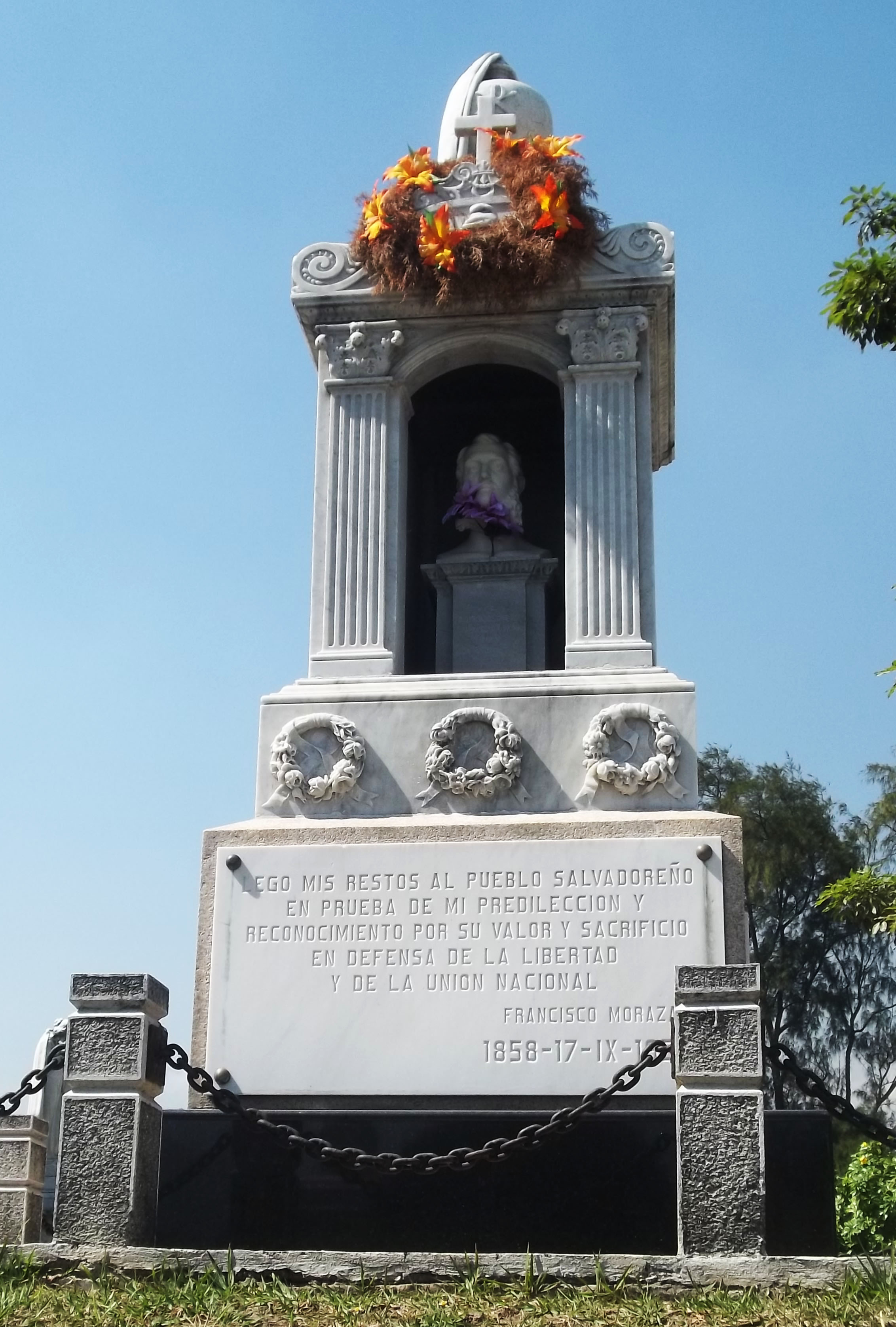
Tumba de Morazán en el Cementerio de Los Ilustres, en San Salvador (El Salvador).

El 11 de septiembre de 1842 estalló en Alajuela un movimiento popular contra el gobierno de Morazán. Cuatrocientos hombres encabezados por el portugués Antonio Pinto Soares.
Ante estos hechos, Morazán y sus hombres logran repeler los ataques y se replegaron en el cuartel general. Desde allí le hicieron frente a los insurrectos que según el historiador Montúfar ascendían a mil hombres.
La lucha continuó encarnizada y tenaz. A medida que el conflicto era desfavorable a los sitiados el Capellán José Castro propuso una capitulación a Morazán garantizándole la vida, pero él se negó. Después de 88 horas de lucha, Morazán y sus colaboradores más cercanos decidieron romper el sitio. El general José Trinidad Cabañas con 30 hombres hizo posible la retirada de Morazán y sus oficiales cercanos hacia Cartago.
No obstante, la insurrección se había extendido hasta ese lugar y Morazán tuvo que solicitar ayuda de su supuesto amigo Pedro Mayorga, sin embargo, este le traicionó y le brindó facilidades a los enemigos de Morazán para capturarlo junto a los generales Vicente Villaseñor, Saravia y otros oficiales. El general Villaseñor quiso suicidarse con un puñal y resultó herido gravemente. Cayó al suelo bañado en sangre pero sobrevivió. El general Saravia murió luego de sufrir una terrible convulsión.
Posteriormente una «burla de juicio» se llevó a cabo, en la cual Morazán y Villaseñor fueron condenados a muerte por las autoconstituidas nuevas autoridades.
De acuerdo al historiador William Wells: «La junta que emitió esta bárbarica resolución estaba compuesta por Antonio Pinto (hecho comandante general en ese momento), el padre Blanco, el infame doctor Castillo, y dos españoles de apellidos Benavidez y Farrufo».
Después de estos hechos, los condenados fueron trasladados al paredón de fusilamiento localizado en la plaza central de la ciudad. Antes de llevarse a cabo el acto de ejecución, Morazán le dictó su testamento a su hijo Francisco. En este, el general estipuló que su muerte era un «asesinato» y además declaró: «No tengo enemigos, ni el menor rencor llevo al sepulcro contra mis asesinos, que los perdono y deseo el mayor bien posible». Posteriormente le ofrecieron una silla y la rechazó. Al general Villaseñor, que se encontraba sentado e inconsciente y bajo el efecto de un sedante,[cita requerida] Morazán le dijo: «Querido amigo, la posteridad nos hará justicia» y se persignó.
Según relata el historiador Miguel Ortega, Morazán pidió el mando de la escolta, se abrió la negra levita, se descubrió el pecho con ambas manos y con voz inalterada ―como quien da órdenes en una parada militar―, mandó: «¡Preparen armas! ¡Apunten!». Entonces corrigió la puntería de uno de los tiradores y finalmente gritó: «¡Apunten! ¡Fue...!». La última sílaba fue apagada por una descarga cerrada. Villaseñor recibió el impacto de los plomos en la espalda y se fue de bruces. Entre el humo de la pólvora, se vio que Morazán alzó levemente la cabeza y musitó: «Aún estoy vivo...». Una segunda descarga acabó con la vida del hombre al cual José Martí describió así:
«un genio poderoso, un estratega, un orador, un verdadero estadista, quizás el único que haya producido la América Central». 
En octubre de 1842, los gobiernos de Centroamérica, satisfechos de que Morazán hubiese desaparecido, reanudaron sus relaciones con Costa Rica.
En 1848, el gobierno de José María Castro, envió los restos de Morazán a El Salvador, cumpliendo uno de sus últimos deseos.

## Legado
Francisco Morazán se convirtió en un mártir y un símbolo de la República de Centroamérica. Él dio su vida, aunque sin éxito, tratando de preservar la unión de estos países. Es evidente, también, que su muerte contribuyó, en cierta medida, para que cada una de estas naciones sean hoy países independientes.
Su imagen se puede encontrar en billetes, logotipos, sellos postales, instituciones, ciudades, departamentos, escuelas y parques, entre otras cosas que preservan su legado. El Salvador fue uno de los primeros países para rendir tributo a Morazán. El 15 de marzo de 1882, el presidente Rafael Zaldívar develó un monumento en su memoria, ubicado en la Plaza Francisco Morazán, y, el 14 de marzo de 1887, la Asamblea Nacional de la República de El Salvador sustituyó el nombre del Departamento de Gotera por Departamento de Morazán, «para perpetuar el nombre del gran líder de la Unión Centroamericana».
También el presidente Doroteo Vasconcelos nombró en su honor la aldea «San» Francisco Morazán. En Honduras, se cambió el nombre del departamento de Tegucigalpa a Francisco Morazán en el año 1943. En Guatemala, la ciudad guatemalteca de Tocoy Tzimá se convirtió en Morazán el 15 de noviembre de 1887.
En Nicaragua, se fundó Puerto Morazán en 1945.
En el ámbito político la idea de la integración se conserva en la mente de muchos centroamericanos. Por ejemplo, el Parlamento Centroamericano (Parlacen) es una institución política consagrada a la integración de los países de Centroamérica, que representa una versión moderna de la histórica República Federal de Centroamérica, aunque sin contar con Costa Rica, pero que incluye a Panamá y a la República Dominicana.
En el pasado varios intentos infructuosos se han hecho para restablecer la Unión (1851, 1886 y 1921).
El legado de Morazán está también presente en las artes. La primera obra de registro en El Salvador se titula La tragedia de Morazán, escrita por Francisco Díaz (1812-1845), que es una dramatización de la vida del presidente de América Central. Asimismo, en Honduras se escenificó la obra teatral de Luis Andrés Zúñiga Portillo llamada Los conspiradores (1916), el cual fue un drama histórico que honra las virtudes de Francisco Morazán. En su libro Canto general, Pablo Neruda también rinde homenaje al «caudillo liberal» con un poema a América Central.
Estatuas y bustos de Francisco Morazán se puede encontrar en Chile, Panamá, El Salvador, Estados Unidos, España, Honduras, Costa Rica y Nicaragua, entre otros.

## Reconocimientos

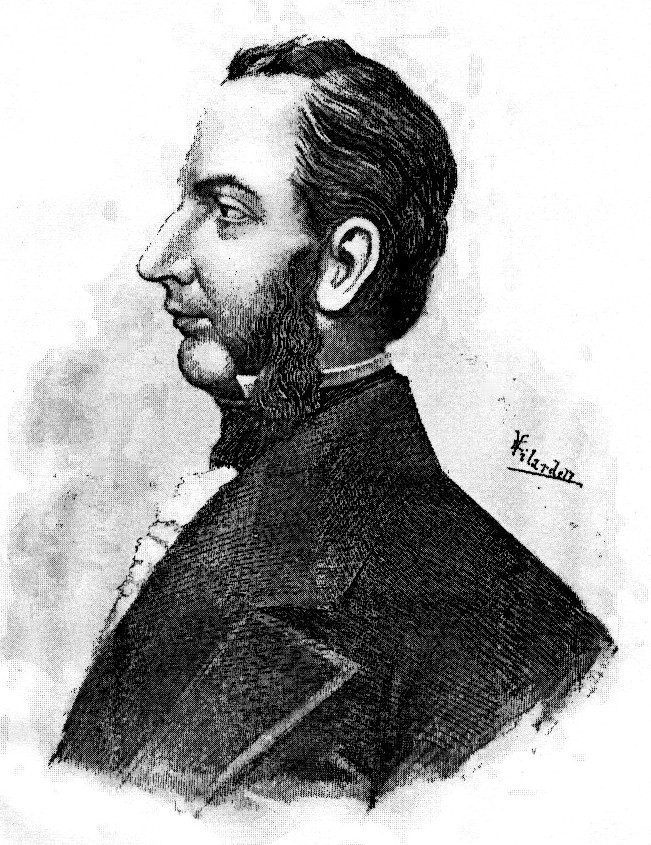
Morazán cerca de sus 50 años, por Vilardell. Retrato recogido en el libro Americanos Célebres (1888) de Emilia Serrano de Wilson.

### Retratos de Francisco Morazán
El general Morazán era blanco, ligeramente sonrosado; de cuerpo delgado, alto y recto; el conjunto de facciones constituía una fisonomía tan perfectamente delineada que, viéndola una vez, no se podía olvidar, recordando siempre mucho del tipo griego... Personaje severamente pundonoroso y probo, jamás abusó del poder en provecho propio; el exterior de su familia; su casa, su ajuar, su vestido; todo llevó el sello de la modesta decencia.
José María Cáceres.

Tenía como 45 años; cinco pies y diez pulgadas de alto; era delgado, con barba y bigote negros y llevaba espada y casaca militar abotonada hasta la garganta. Estaba sin sombrero y la expresión de su cara era suave e inteligente [...] siempre dirigía sus tropas; había estado en numerosas batallas y a menudo había sido herido, pero nunca derrotado.
John Lloyd Stephens

Ninguna frivolidad se notaba en sus costumbres, tan puras, sencillas y arregladas. Huía de las diversiones, lo mismo que de exhibirse y lucirse. Evitaba las demostraciones de simpatía, los banquetes y las liviandades, pero lo complacía en extremo el trato de los hombres ilustrados, aunque fueran sus enemigos. [...] Nadie le temió, porque jamás se le vio un acto de ferocidad ni ensañamiento. Sus mayores enemigos, deponían sus iras en su presencia, porque viéndole era imposible odiarle.
Antonio Grimaldi.

### Himno a Francisco Morazán
Mágica rima de bronce que cante la maravilla de tu épica historia sobre las cumbres mi musa levante el fabuloso esplendor de tu gloria.
Que tu figura se enciende tu flama que irradien las albas de nácar y oro himno solemne pregone tu fama vive en los aires tú nombre sonoro.
Eco de amor en los altos confines queda vagando en los verdes pinares lloran tu muerte los claros clarines y en tu profundo responso los mares.
Inclita musa de arcanos acentos de tu nombre destierra el olvido flota el ideal de la unión de los vientos cual pabellón al futuro tendido.
Quien tu figura nos ciñe de flores pase tu numen venciendo vestigios cual sol sin ocaso de vivos fulgores sobre el eterno radar de los siglos.
Patria saluda al heroico guerrero himno se eleva de luz y victoria ama al sublime fulgor de su acero pon en su frente el laurel de la gloria.

### Bustos, estatuas y monumentos en el mundo
Existen varios monumentos en honor a la memoria de este caudillo. Uno de los más representativos y el más antiguo es la Plaza Francisco Morazán, en el centro histórico de la Ciudad de San Salvador (El Salvador), en la cual se encuentra una estatua del General Francisco Morazán hecha en bronce sobre un pedestal de mármol en la que se encuentran cinco mujeres sosteniendo cada una los escudos que en 1882, año en que se inauguró la plaza, ostentaban cada una de las cinco repúblicas centroamericanas que conformaron la República Federal de Centro América. De hecho, este monumento es el más antiguo de la capital salvadoreña que sigue en pie. También existe un monumento con su busto en Panamá, Ciudad de Panamá, en el Parque Urraca ubicado en la Cinta Costera frente al Hotel Miramar.

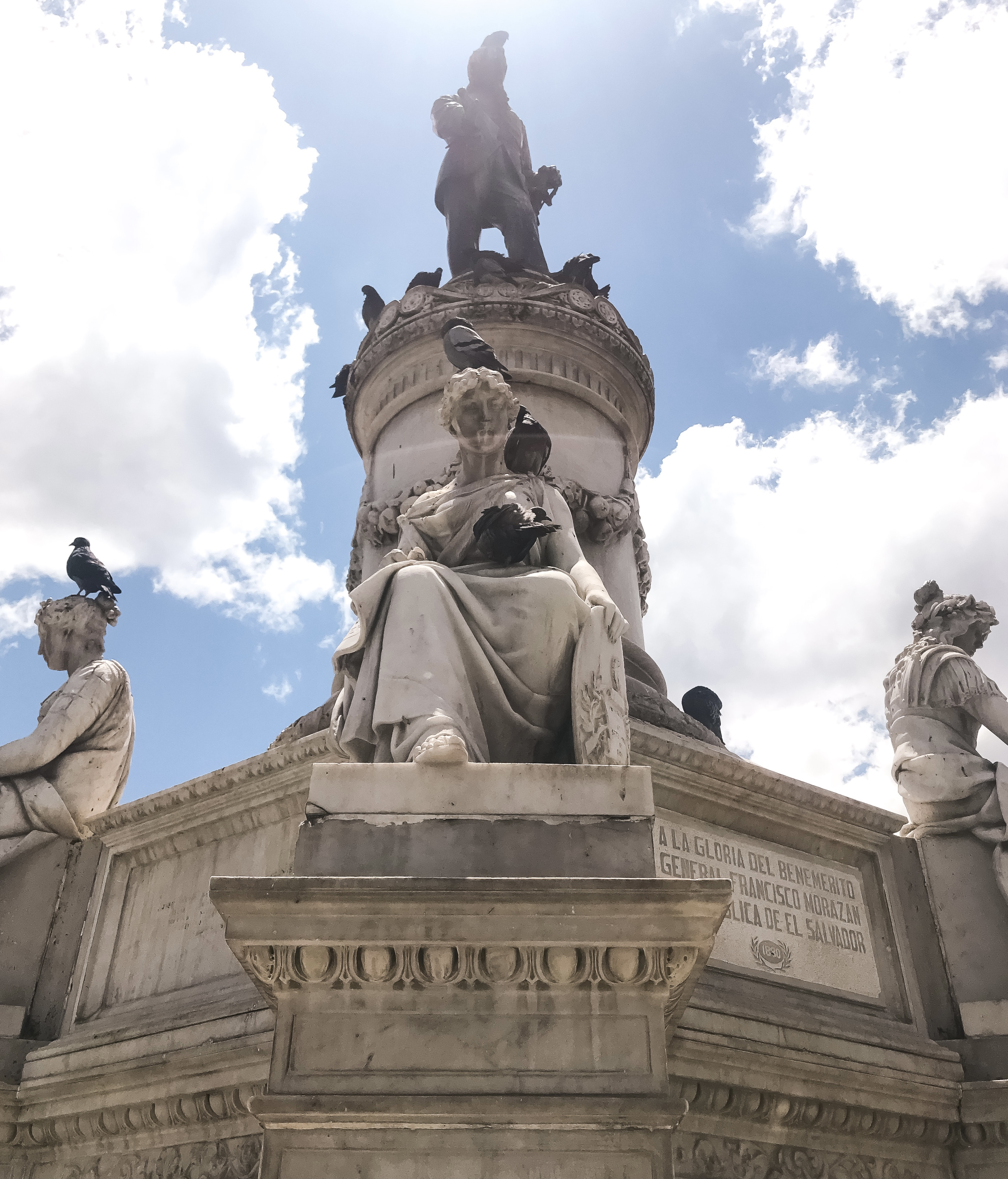
Detalles del Monumento en la Plaza Francisco Morazán pleno centro Histórico de San Salvador
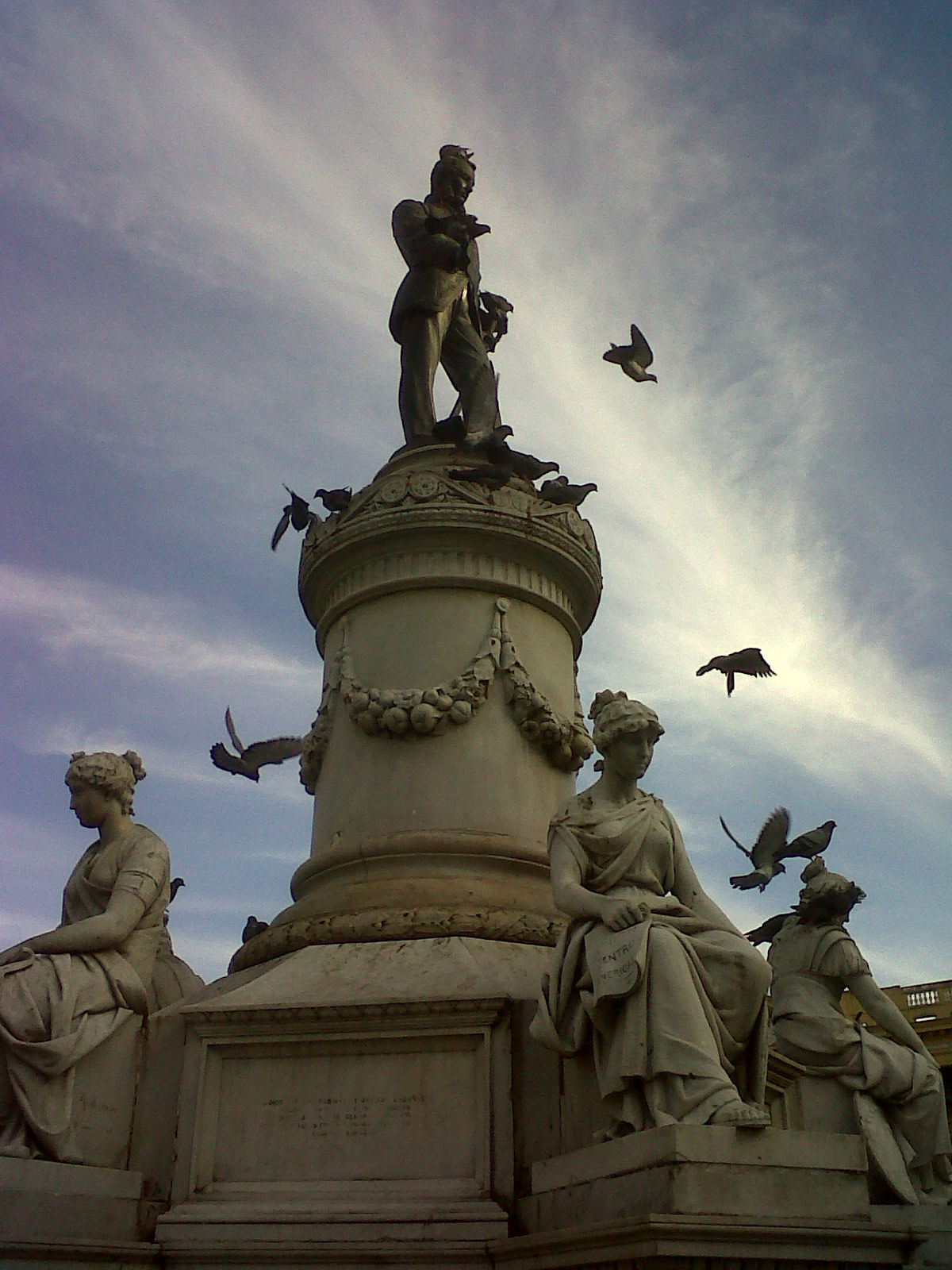
Plaza Francisco Morazán en San Salvador (El Salvador).
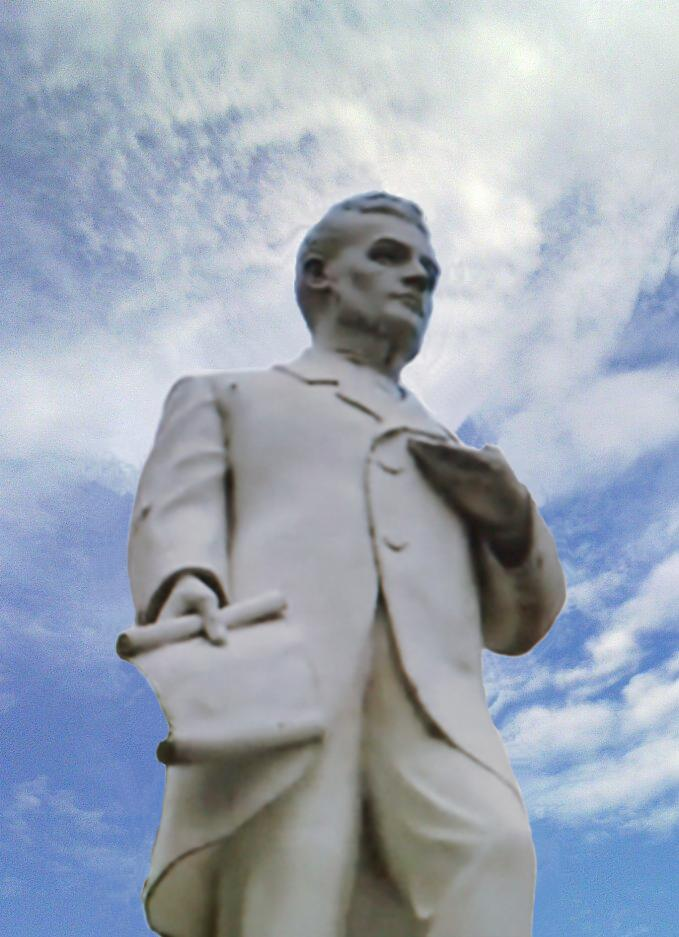
Estatua en San Pedro Sula (Honduras).
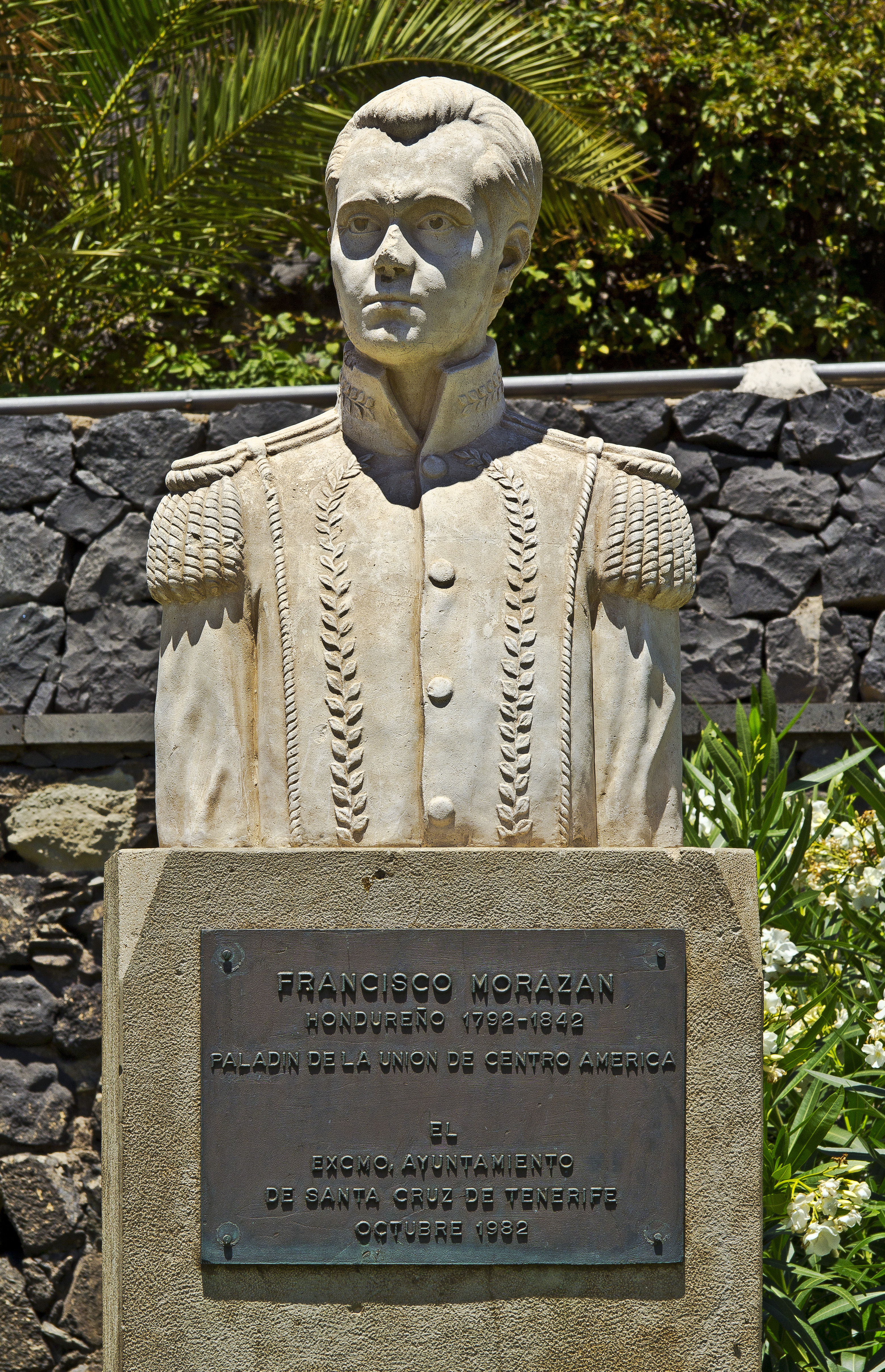
Busto en Santa Cruz de Tenerife (islas Canarias).
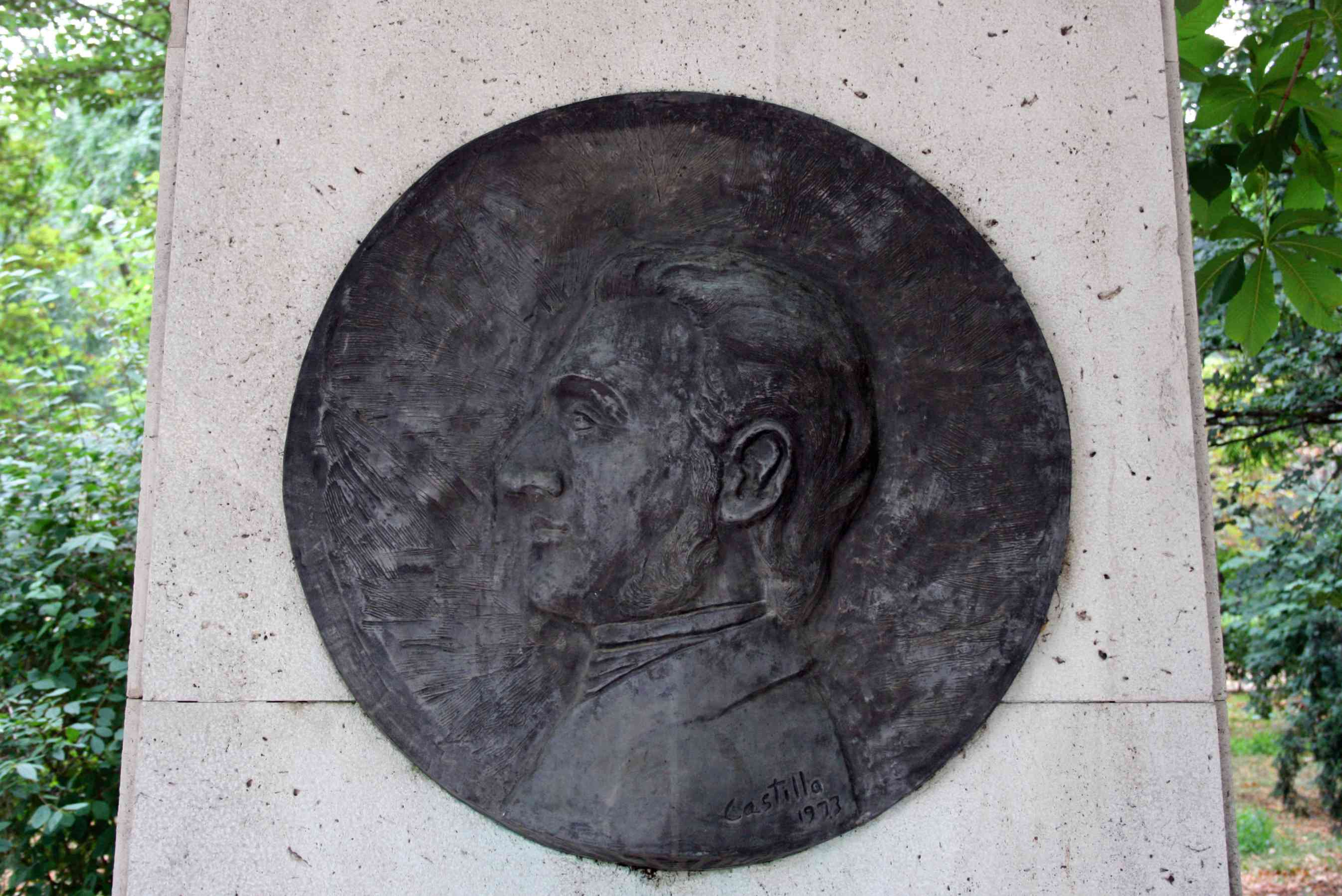
Monumento en el Parque del Retiro de Madrid (España).
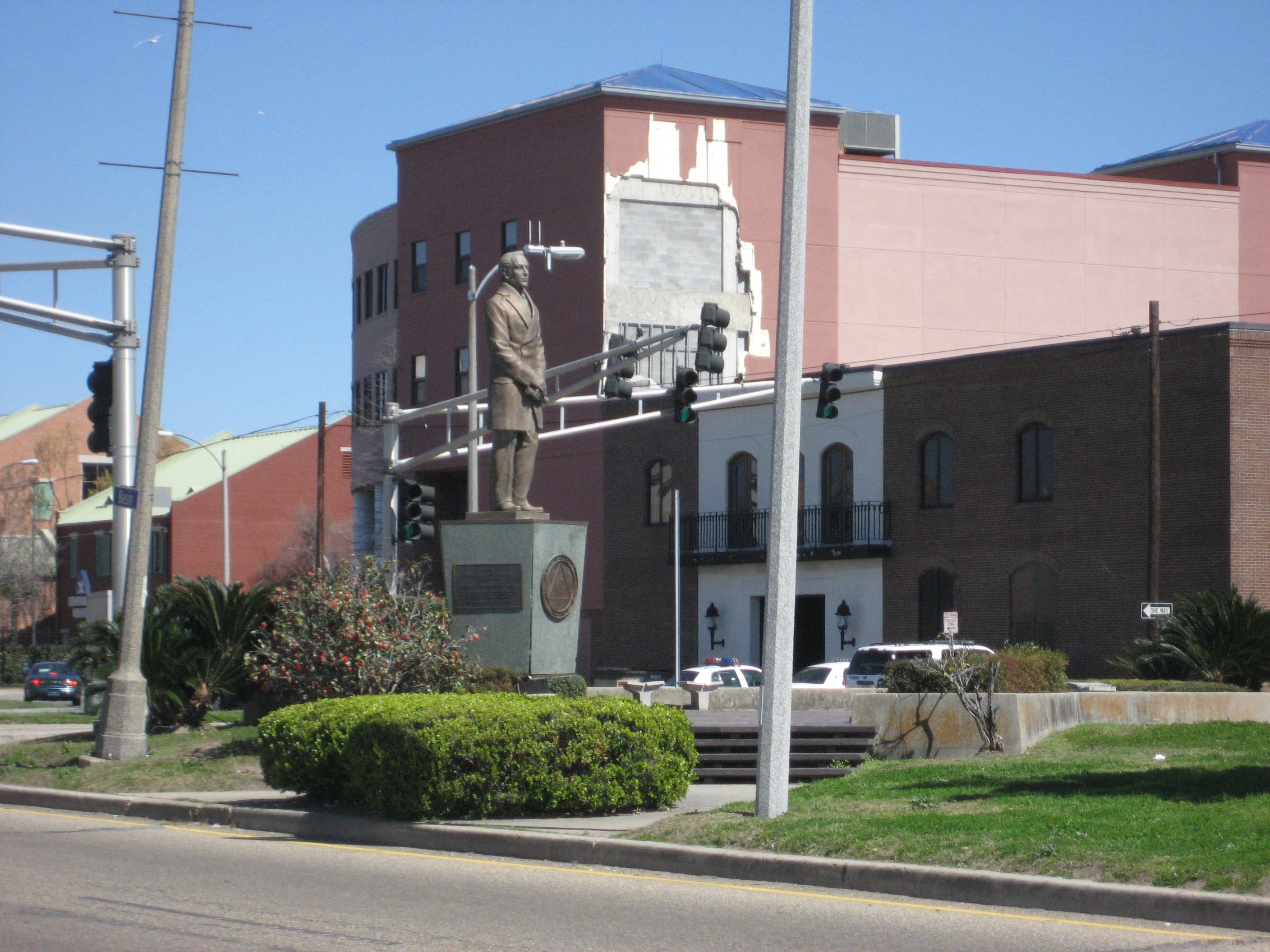
Estatua en Nueva Orleans (Estados Unidos).
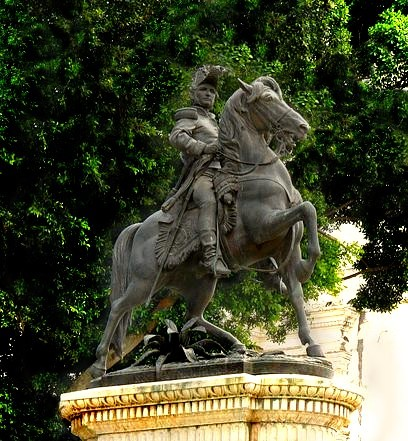
Estatua ecuestre en el Parque Central de Tegucigalpa (Honduras).
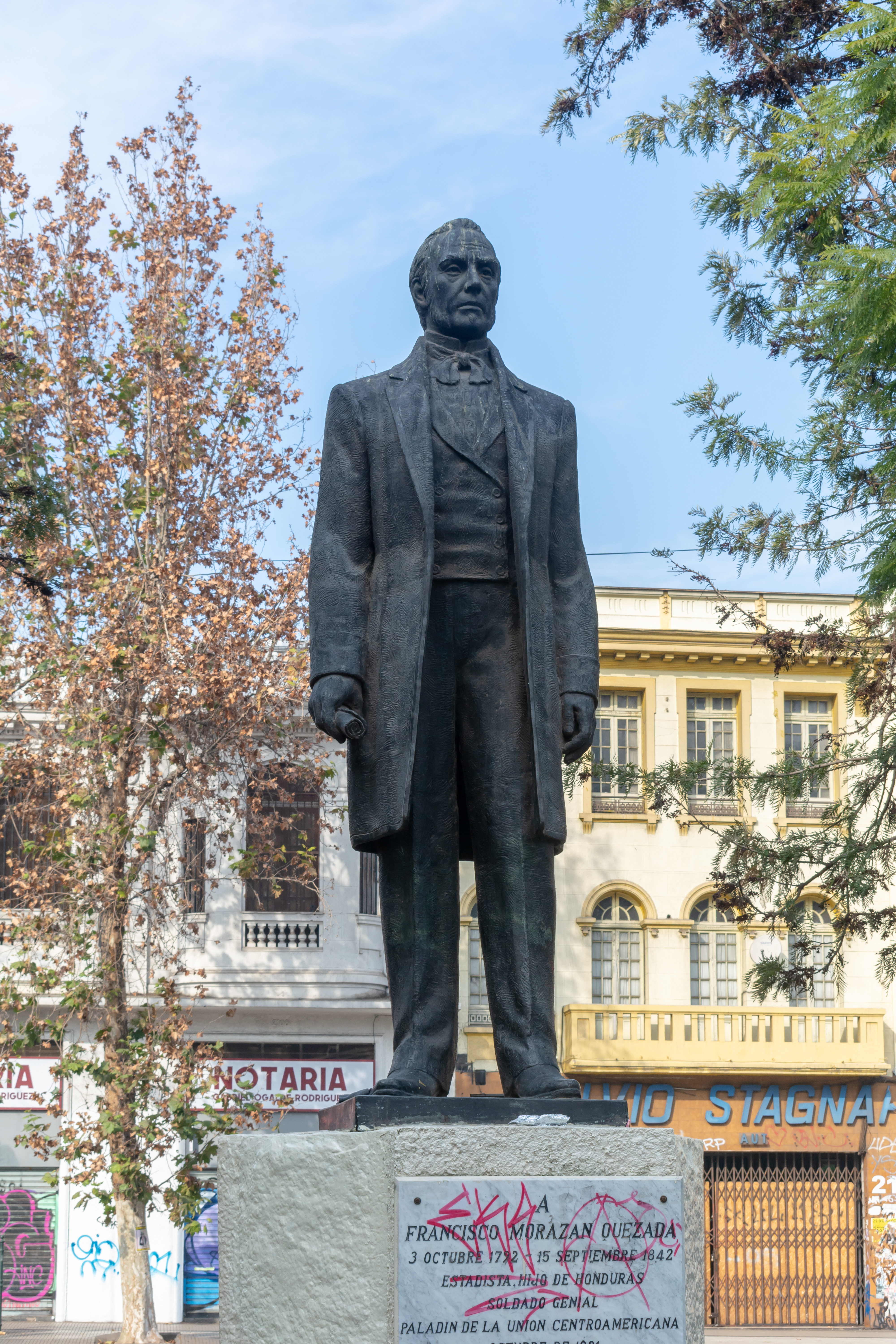
Monumento a Francisco Morazán; Santiago. Chile.
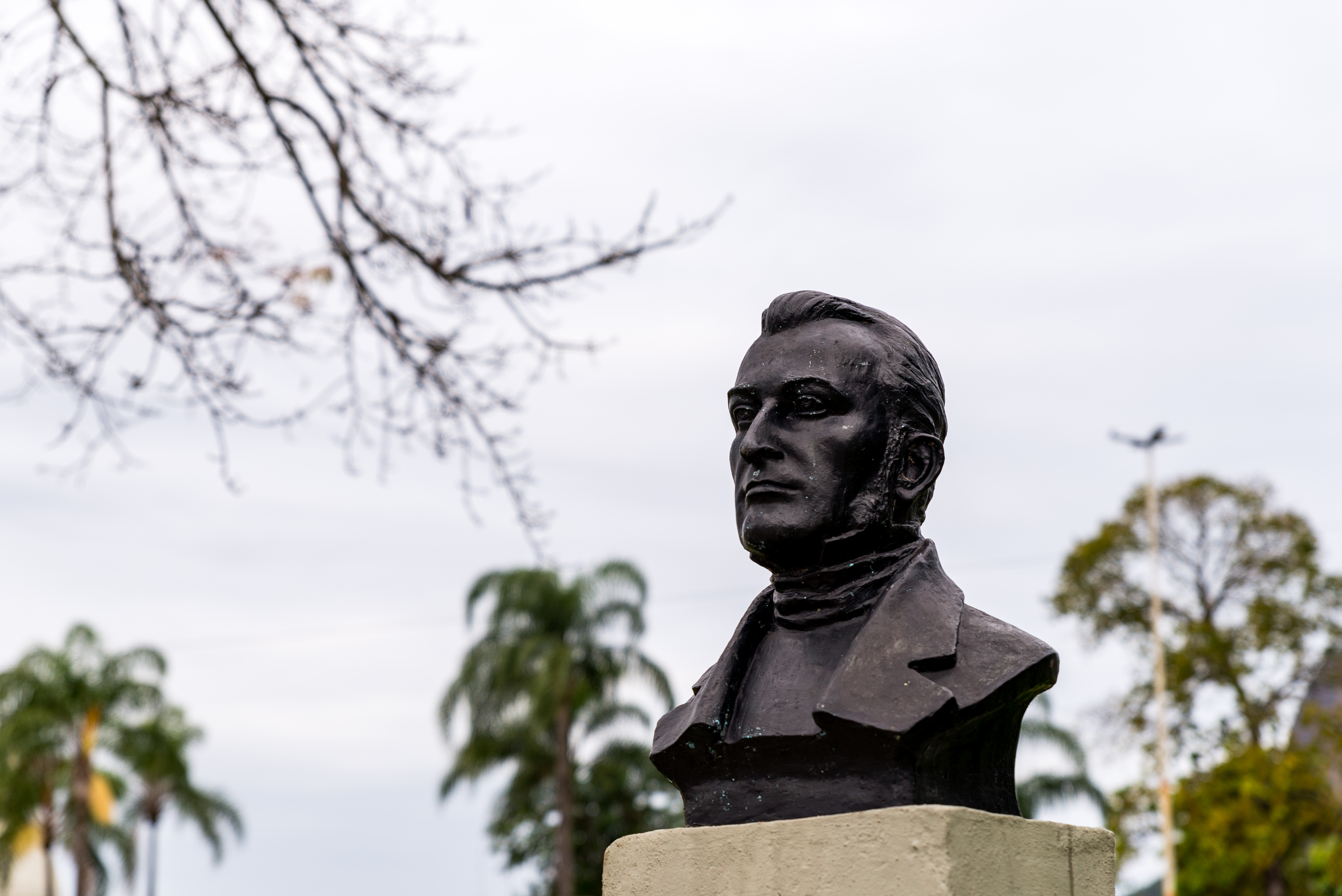
Francisco Morazan - Rio de Janeiro Brasil

### Biografías
- Becerra, Longino: Morazán revolucionario. Tegucigalpa: Editorial Baktun, 1992.
- Bardales, Rafael: Pensamiento político del general Francisco Morazán. Tegucigalpa: Editorial Universitaria, 1985.
- Díaz Chávez, Filánder: Pobre Morazán pobre. Tegucigalpa: Guaymuras, 1988.
- Fernández Guardia, Ricardo: Morazán en Costa Rica. San José (Costa Rica): Lehmann, 1942.
- Ficklen, John Rose: Central America and Mexico.
- Jiménez Solís, J. Jorge: Francisco Morazán: su vida y su obra. México: Programa Textos Escolares Nacionales, 1958.
- Montes, Arturo Humberto (1958).  Libro Mex, ed. Morazán y la Federación Centroamericana (1.ª edición).
- Martínez López, E. (1931). Biografía del general Francisco Morazán (2.ª edición).
- Santana, Adalberto: El diario de Francisco Morazán. México: PUDEL/UNAM (Programa de Difusión de Estudios Latinoamericanos).
- Santana, Adalberto: El pensamiento de Morazán. México: UNAM, 1992.
- Escoto, Julio (1992). El General Morazán marcha a batallar desde la muerte (novela biográfica). San Pedro Sula, Honduras: Centro Editorial.

### Historia relacionada
- Guerra Vilaboy, Sergio; Santana, Adalberto (1992). «Dos Poceres de Nuesta América».  En UNAM, ed. Benito Juárez en América Latina. México: Grupo Loera Chavez. pp. 27-41. ISBN 970-32-42-46-4.
- Rodríguez Lapuente, Manuel (1978). Historia de Iberoamérica. España: Ramón Sopena (1974). ISBN 84-303-0185-2.
- Rouquié, Alain (1994). Guerras y Paz en América Central. Fondo de Cultura Económica. ISBN 968-16-4309-7.